# Religió minoica

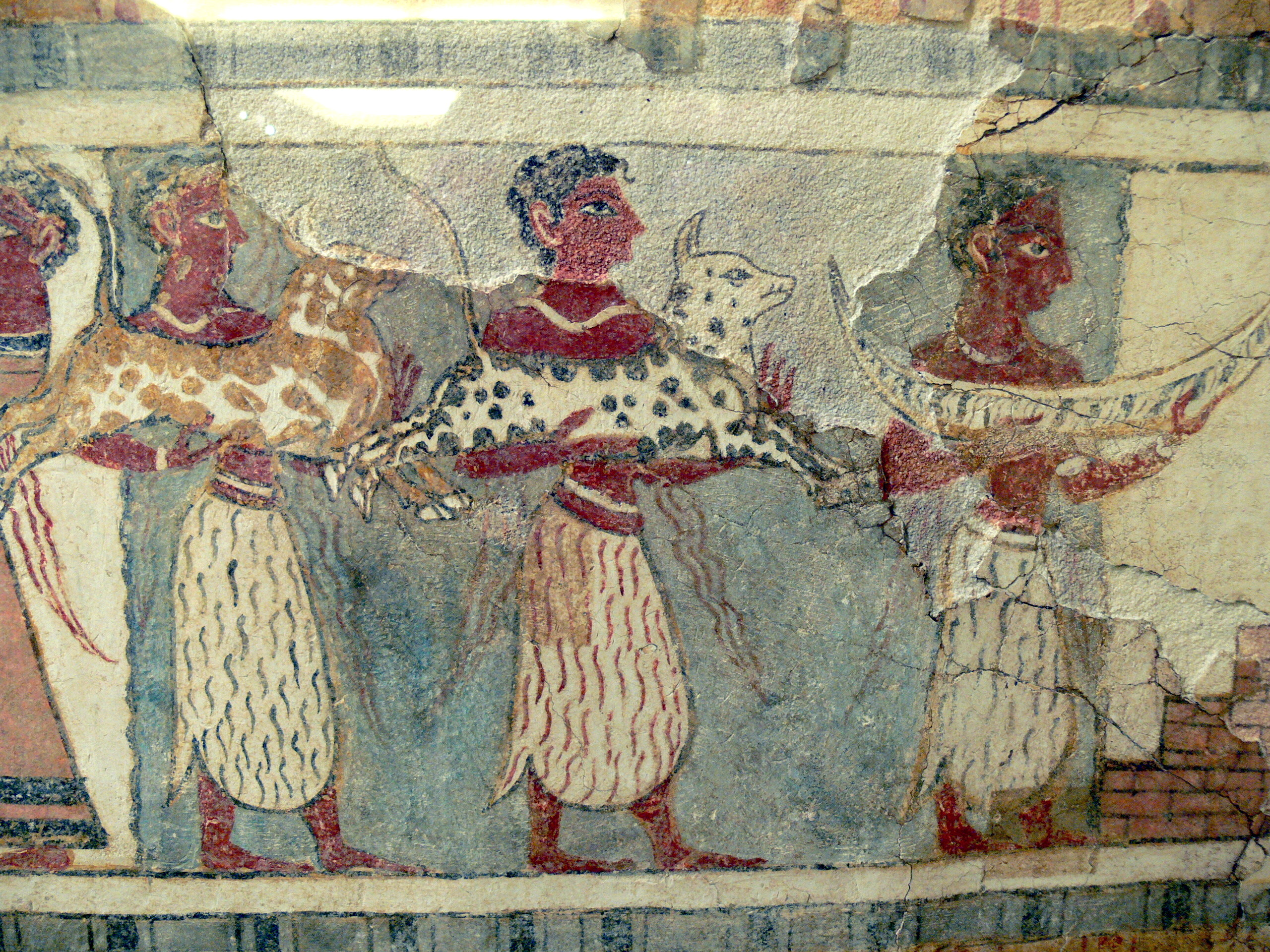
Fidels portant ofrenes, sarcòfag d'Agia Triada, època neopalatina, Museu Arqueològic de Càndia.

El concepte religió minoica fa referència als cultes practicats a l'illa de Creta per la civilització minoica. Aquests cultes estaven molt relacionats amb la naturalesa, la vegetació i els seus ritmes. Aquest fet es remarca particularment a través dels déus i les deesses, que morien i es reencarnaven anualment, així com per la utilització de símbols com el bou (més concretament les seves banyes), la serp o el colom. Tot i que pràcticament va desaparèixer amb l'arribada dels aqueus i, posteriorment, els doris, tant a Grècia com a Creta, la religió minoica va deixar la seva empremta tant als mites com al panteó de la Grècia clàssica. La manca de coneixement de l'escriptura Lineal A de Creta fa que la comprensió dels seus ritus i símbols sigui incompleta malgrat les troballes arqueològiques.

## La personificació de la naturalesa

### El cicle de la vegetació

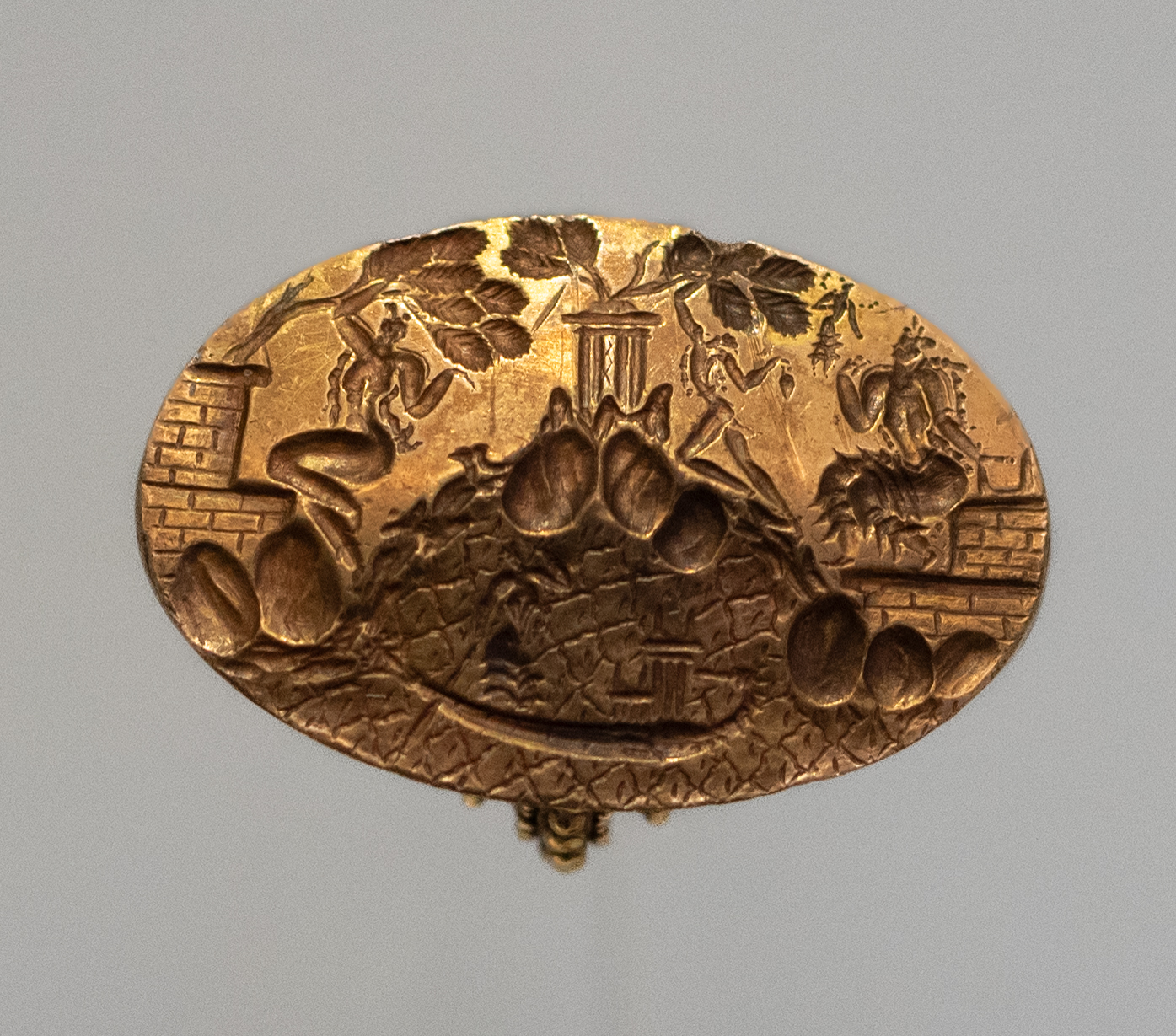
« Anell de Minos », probablement de Cnossos, època neopalatina tardana, Museu Arqueològic de Càndia.

Els minoics van personificar la vegetació com un "infant diví" o un "jove déu" que mor i ressuscita anualment. Igualment, el poder creatiu de la naturalesa adopta els trets d'una "Gran Mare", que apareix com una dona, amb el seu fill en braços, a més de ser l'esposa del "jove déu". La hierogàmia (unió entre una deessa i un déu, el qual mor poc després del matrimoni) simbolitza la fertilització de la terra. Les escenes representades al sarcòfag d'Agia Triada serien una representació simbòlica de l'hivern, que s'acaba, i de la primavera, que reneix: és la mort i la resurrecció de la naturalesa. El "déu jove" no és l'única divinitat mortal que es troba dins la religió prehel·lènica. Els minoics creien, de manera semblant, en la mort i la ressurrecció d'una "deessa jove" de la vegetació. Les deesses mare i filla d'Eulesis són, probablement, d'arrel prehel·lènica, com suggereix la relació entre la seva llegenda i la cultura dels cereals, introduïda a Grècia molt abans de l'arribada dels grecs.
La religió prehel·lènica va sobreviure a la "catàstrofe minoica", preservant-se els noms d'algunes divinitats esmentades per autors grecs i llatins, descobertes en inscripcions gregues, com els de Dictynna o Britomartis. La primera era una deessa associada al mont Dicté, mentre que el nom de la segona, que vol dir "dolça verge", és probablement un qualificatiu de la "deessa jove". Velchanos i Hyakinthos són els noms del déu mortal, mentre que Ariadna, tot i que es creu que és un nom indoeuropeu, era la deessa de la vegetació que moria tots els anys.

### El panteó minoic

#### Deessa mare

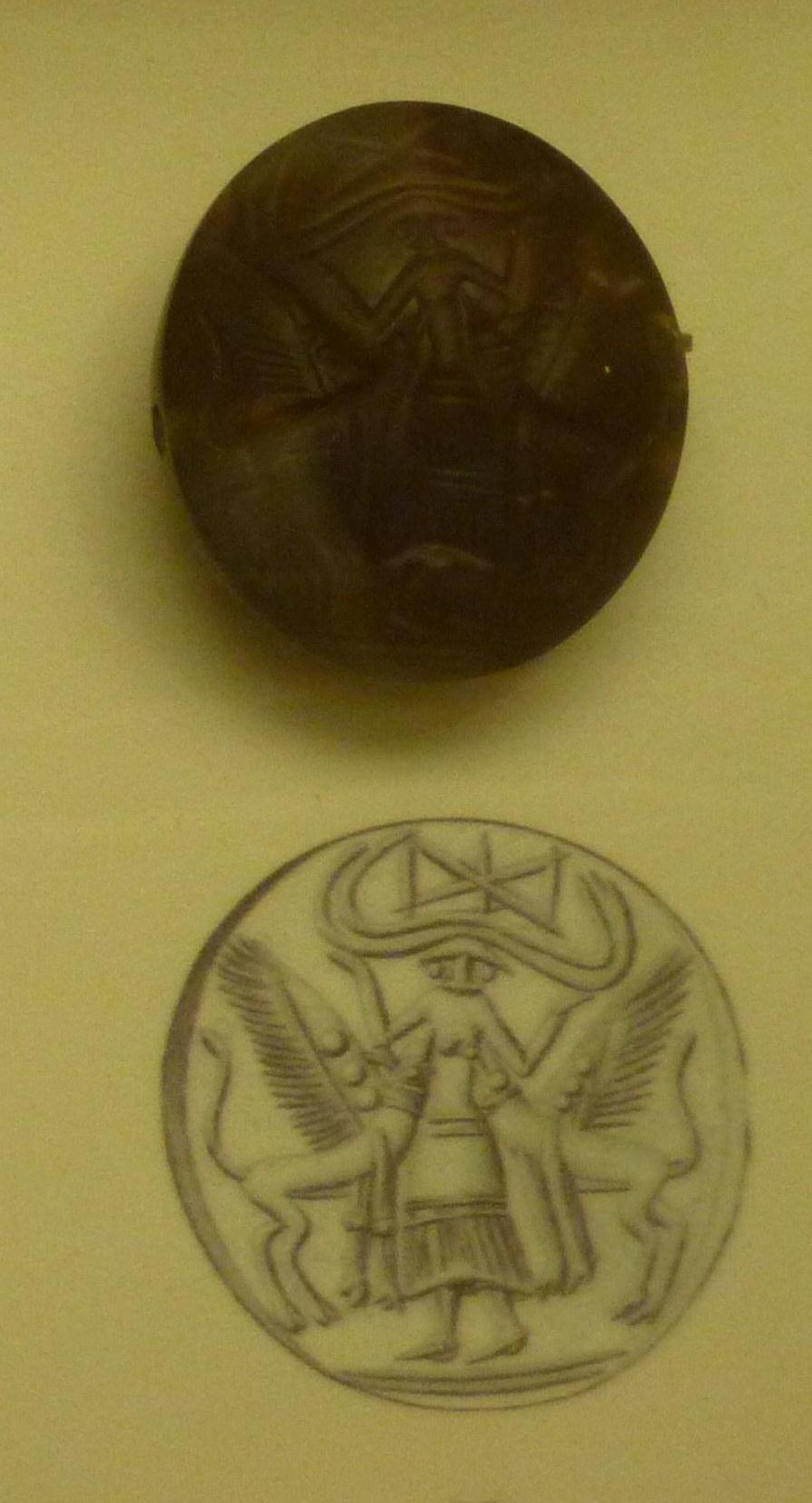
Segell d'ònix representant la deessa, sota la forma de la mestressa dels animals, envoltada per grifs. Cnossos, període neopalatí (c. 1450 aC).

Arthur John Evans considerava que no era possible separar les figures femenines neolítiques de les descobertes realitzades en santuaris i altars minoics, i que representaven la que considerava com la "Gran deessa minoica". Així, aquesta deessa mare seria la concepció més antiga de la divinitat. La divinitat femenina prehel·lènica prenia formes variades i nombroses, i no s'ha pogut establir amb exactitud si aquestes formes representen deesses diverses o si es tractava d'una sola deessa. A vegades era representada sobre una muntanya, envoltada de lleons, representant així la mare de la muntanya o la mestressa dels animals; de vegades aparèix com una deessa-arbre, una deessa serp, amb coloms o amb roselles. Podia prendre la forma d'una guerrera, lluint espasa i escut, o també la deessa de la mar, navegant en un vaixell. S'han realitzat diverses interpretacions sobre aquestes imatges; alguns consideren que les serps representen el símbol de l'aspecte subterrani de la deessa, o la pròpia deessa en forma animal; els coloms representarien els emblemes d'una deessa del cel; mentre que les roselles serien els atributs d'una deessa mare que cuida dels infants.
Les deesses portaven sovint labris o dobles destrals amb forma de lluna, símbol de força i control de la natura. En algunes representacions apareixen altres dones amb aquestes destrals, que s'ha suposat que eren sacerdotesses realitzant cerimònies, però es tracta només de conjectures.

#### Un monoteisme dualista?[N 1]
La civilització minoica sembla tenir un caràcter matriarcal, i durant molt temps es va considerar que no hi havia un déu mascle que formés part de la religió cretenca. No obstant, la hipòtesi de l'existència d'una divinitat masculina no ha estat descartada, i actualment s'admet, generalment, que els minoics van concebre molt aviat la idea d'associar-se amb la deessa mare, l'amant o el fill, tant consecutivament o simultàniament. Tot i així, per la majoria dels investigadors, aquest seria, al cap i a la fi, l'antecessor del Zeus de la Grècia clàssica. D'aquesta manera, tots els relats sobre la infància de Zeus a l'illa de Creta, serien un indicatius de les creences i les pràctiques antigues vinculades a la veneració dels minoics s'un culte a un déu viril més vell encara que el Zeus hesiòdic.
La parella divina primordial estava lligada al cicle de la natura, on després del matrimoni sagrat, un dels cònjuges moria i això provocava que la terra deixés de donar fruit, explicant així els cicles dels vegetals durant la tardor i l'hivern. Les màscares que semblen aparèixer en algunes imatges conservades podrien ser les que acompanyaven al ritual minoic de celebració d'aquest cicle. El mite estaria a l'arrel del relat de Demèter, amb funció anàloga. Els déus de la vegetació de la zona, sovint associats a històries de mort i resurrecció, tindrien doncs tots un mateix origen. El que variaria seria la representació d'aquesta divinitat, que pot correspondre al pare, la mare o el fill d'aquesta primera unió sagrada.
El "jove déu" apareix en la forma d'un domador de feres salvatges, o també armat amb un arc i un lleó al seu costat. També pot aparèixer acompanyat d'un cérvol alat i d'un dimoni portador d'un vas per les libacions, o també d'un grif. No es coneix el seu nom minoic, i és difícil d'associar amb un déu grec. També podia adoptar la forma d'un home armat amb llances, apareixent en diverses representacions iconogràfiques amb aquest armament.

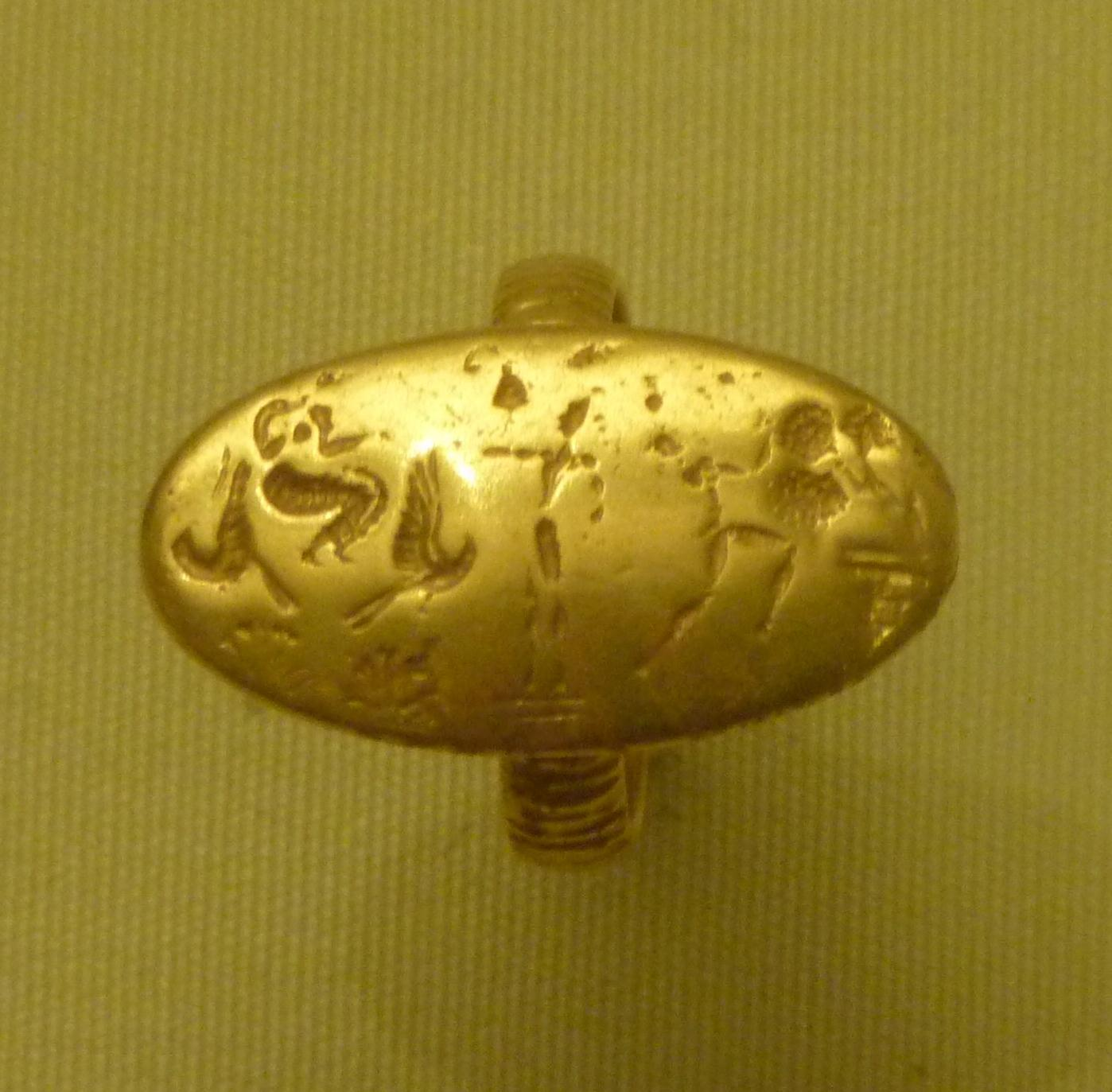
Representació d'una conversa sacra entre una deitat masculina i una deessa.

#### Dimonis i altres criatures
En les escenes rituals, poden aparèixer al costat de les divinitats diverses criatures que representen els esperits de la vegetació. Segons Alexiou, l'origen d'aquests personatges es remunta als rituals màgics, principalment aquells en què els homes lluïen màscares d'animals. Aquestes criatures es poden observar servint al déu jove, assistint el culte o transportant els vasos amb els que es realitzen les libacions, davant dels llocs sagrats o davant de la deessa sobre el seu tro. Aquesta figura, que també s'ha anomenat geni minoic, s'associava a les cerimònies de libació per protegir els infants o incrementar la fertilitat de les dones. El geni tenia cos humà i cap de lleó o bé d'hipopòtam, i sembla l'adaptació local de la Tueris de la mitologia egípcia. La contaminació entre hipopòtam i lleó ve per la influència dels grius, també coneguts a Creta. Figures del geni minoic acompanyen els sacrificis de diversos animals, trobant-se aquesta escena en cultes posteriors a Grècia.
També existien dos animals divinitzats, el bou i la serp. De vegades apareixen representats conjuntament amb la deessa, representant el què es creu que era el domini de la natura per part de l'ésser humà, simbolitzat amb una divinitat protectora i reguladora dels animals. A vegades aquesta deessa portava al cap figures d'altres bèsties per accentuar aquesta relació entre els humans i el seu entorn. El bou dona lloc a les banyes sagrades que apareixen en nombrosos jaciments, aïllades com una gran escultura o com acompanyament d'una altra escena. Malgrat ser part de l'esperit masculí (encarnat en la força del brau), també es lliga al principi femení, i per això s'esculpeixen figures de dones amb els braços elevats com si fossin banyes. La deessa de les serps tindria una doble funció, d'una banda seria el domini de la natura i d'altra banda es lligaria amb el cicle de la vegetació, perquè la serp canvia periòdicament la seva pell com si renasqués, una associació d'origen mesopotàmic. Se l'acostuma a representar amb els braços aixecats en la mateixa posició que les banyes, indicant la relació entre el bou i la serp com a símbols sagrats. Algunes deesses de les serps porten a l'esquena un nus format per cordes o cabells, de possible influència egípcia.
No es coneixen els noms exactes de les divinitats minoiques, i només la reconstrucció filològica ha permès establir algunes hipòtesis. La deessa grega Rea, per exemple, sembla d'origen minoic. També es consideren hereves de la religió minoica algunes divinitats específicament lligades a Creta als mites grecs, com Ariadna o Britomartis, si bé podrien ser versions posteriors de tot el cicle lligat al minotaure. Altres figures que s'han considerat minoiques o inspirades per divinitats minoiques són Talos i Ilitia. Malgrat l'absència de noms conservats, sembla provat l'existència de com a mínim de divinitats individuals referides als animals, al sol, la lluna, el llamp, el mar i el cel, la majoria d'elles femenines.

### Símbols sagrats

#### Banyes

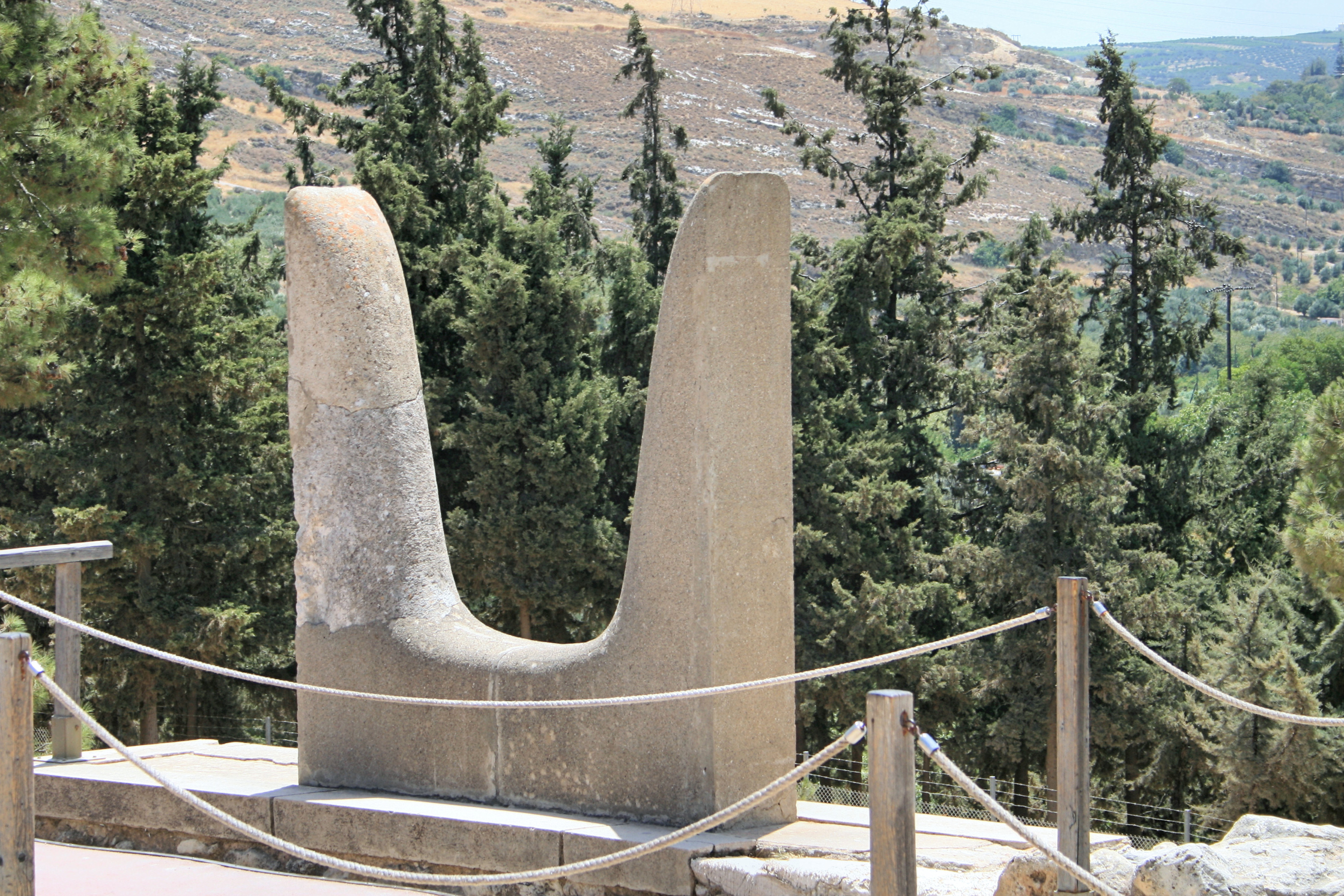
Rèplica d'unes banyes sagrades feta per Evans a Knossos.

La manifestació simbòlica de les divinitats a través dels objectes associats al seu culte era més important, pels minoics, que la representació directe. Un dels símbols més sagrats, o com a mínim el més freqüent, era el parell de banyes sagrades.
Les banyes es trobaven situades en els bancs i els altars. De vegades, aquestes banyes es trobaven associades a dobles eixos, a branques i a vasos destinats a les libacions. Aquestes banyes podien ser de diverses mides: s'han trobat des de models petits fets d'argila cuita, en guix o en pedra. Evidentment, aquestes banyes són una representació esquemàtica del cap d'un bou.
En primer lloc, es troben banyes de bou de veritat. Un dels exemples més notables d'aquest objecte és la doble parella de banyes situada a l'altar de doble eix de Knossos, fetes d'estuc, i que van ser descobertes al costat d'uns ídols. Entre cada parella de banyes hi ha unes ranures, al front, que sembla que servia per col·locar-hi un cert tipus d'objecte o incerir quelcom, potser una destral doble. De fet, al costat d'aquests objectes s'hi va trobar una petita destral d'esteatita, però era massa petita per servir aquest propòsit. Aquest descobriment major va permetre entendre la posició i l'ús d'aquest símbol dins del culte minoic. Cette découverte majeure permit de se rendre compte de l'utilisation et l'emplacement de ce symbole dans le culte minoen. També a Knossos, es va trobar un altre parell de més d'1,80 metres d'alçada localitzats a l'entrada sud. ·  Una altra parella de banyes, en aquest cas de guix, va ser descoberta en un petit palau del període minoic recent, Niroú Kháni, prop d'unes escales que formen una espècie de plataforma on es devien situar aquestes banyes. Aquestes banyes no només s'han trobat prop dels altars, com a Palaikastro, on es va trobar una parella dins d'una botiga.
La tipologia d'aquestes banyes era variada; entre d'altres casos, es va trobar una tipologia particular a la gruta de Patsos. Fetes d'argila, estaven decorades per línies a l'exterior: una banda resseguia el contorn de l'objecte, mentre que unes línies paral·leles adornaven aquesta part delimitada. Aquesta parella té la particularitat, a més, de disposar d'una tercera banya situada al centre, aquesta sense decoració. També s'hi van practicar unes petites perforacions, a l'objecte, probablement per evitar la ruptura de l'argila quan era al foc. S'han trobat dos altres casos similars; un a Patso, i l'altre a Agia Triada.

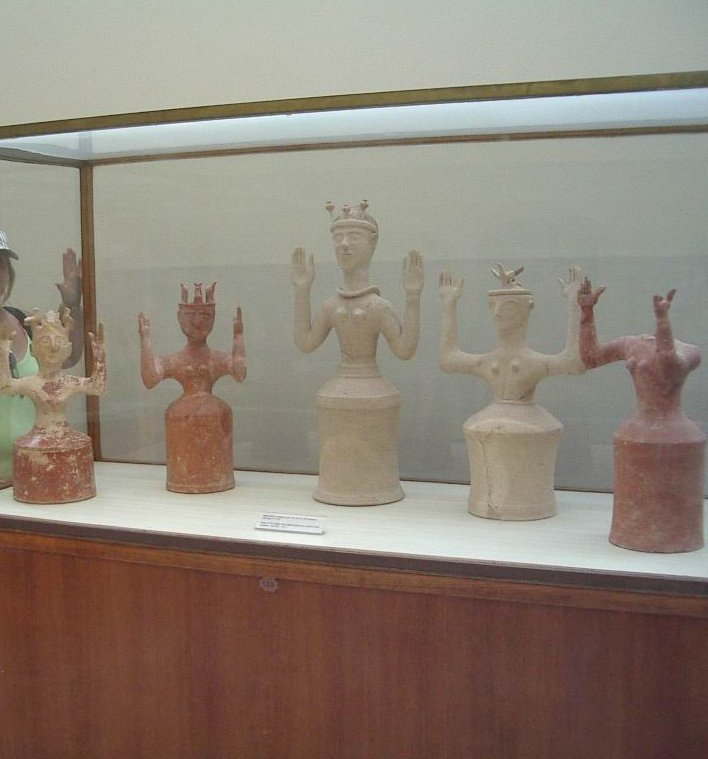
Deesses amb els braços aixecats imitant les banyes sagrades

S'ha trobat informació sobre les banyes sagrades en gravats, vasos de ceràmica i murs pintats. En una píxide d'esteatita descoberta a Knossos es pot apreciar un parell de banyes situat sobre un altar en carreu. Molt sovint es troben objectes entre les banyes. En una ocasió, en un pithos de la cova de Dicte, aquest objecte era una ofrena sacrificial, tot i que cap explicació ha pogut establir-se amb certesa sobre el cas. En tots els altres exemples, els objectes presents entre les banyes són destrals dobles, vasos de libacions, pedres de Vaphio o branques. Els exemples que representen unes branques entre les banyes són sovint els més expressius, ja que la majoria se situen en un context religiós. Una pedra gravada de la gruta del mont Ida mostra una dona bufant en una petxina i tenint davant un parell de banyes amb les branques. La pedra de Vaphio mostra als genis abocant aigua de vasos de libacions sobre les branques situades sobre les banyes. En els dos casos, les banyes estan situades sobre un altar amb les vores corbades. Aquesta connexió entre les banyes i les branques sagrades podria explicar perquè les banyes es transformen en motius vegetals en dues pedres gravades exposades al Museu Britànic.
Podria ser que l'origen de les banyes sagrades es trobi a Egipte on, tot i que hi ha diferències en els detalls, hi hanombrosos punts coincidents en la tendència de considerar els objectes com a símbol de la deïtat. La similitud entre la forma dels braços, en certs ídols, amb la forma de les banyes sagrades, permet fer una comparació entre les figuretes egípcies predinàstiques, on els braços aixecats recorden a les banyes minoiques, element que fa pensar que tant a Egipte com a Creta hi va haver un culte a la deessa mare que adoptava la forma d'una vaca, i que aquestes representacions en serien una reminiscència que hauria perviscut al llarg dels anys. · 
No existeix una tipologia unitària de banyes sagrades, motiu pel qual prenen formes diverses. Alguns dels exemples són gruixuts i massissos, i la longitud de les banyes pot ser força allargada. Les diferències en les dimensions no es distingeixen per períodes, ja que les diverses tipologies es poden trobar en indrets i espais en el temps similars. Tot i que les banyes es troben en totes les èpoques minoiques, la majoria d'elles daten del minoic recent II i III.

#### Destrals dobles

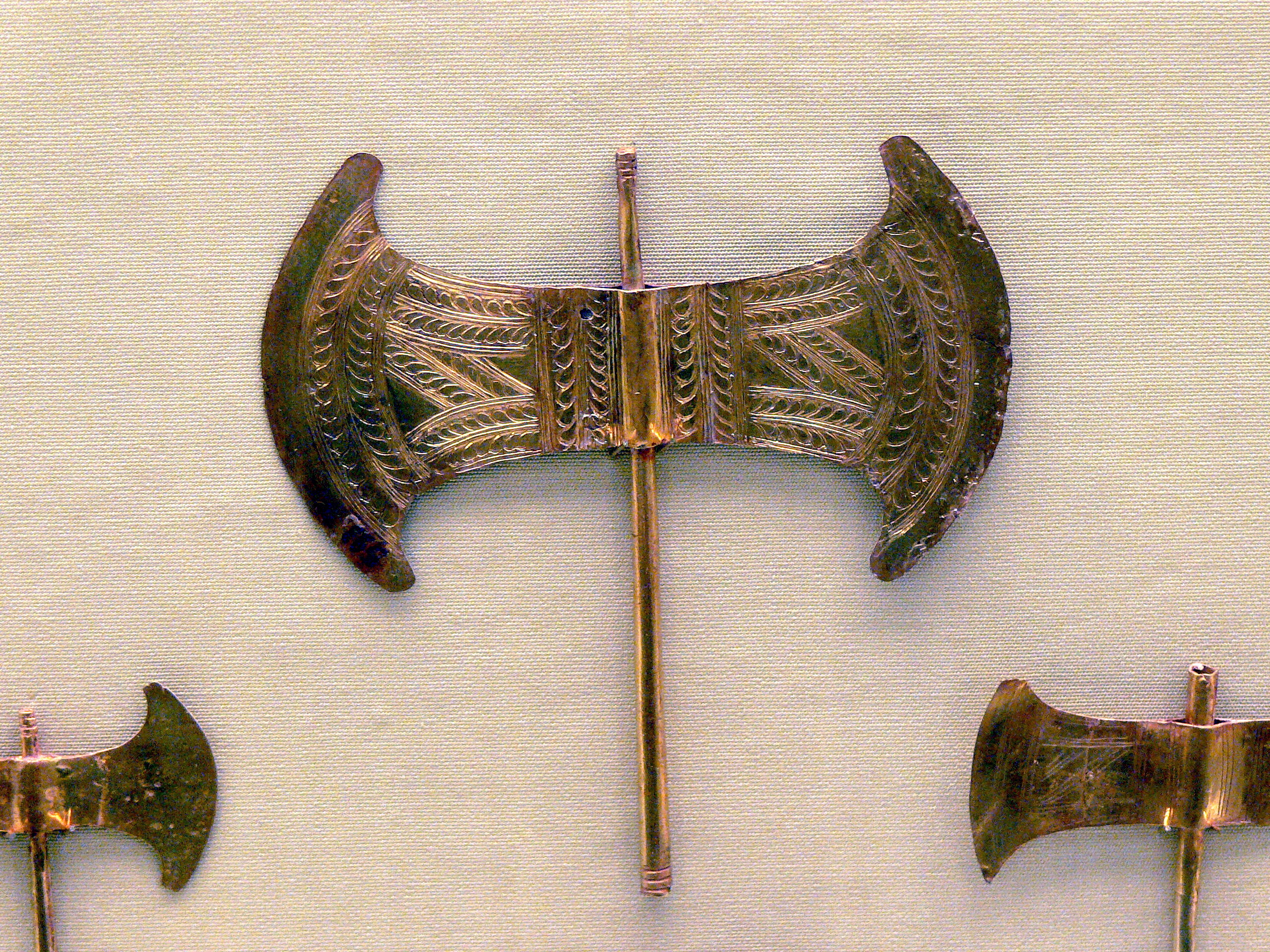
Destrals dobles (Labris) en or, Museu Arqueològic de Càndia.

El símbol de la destral doble és també molt rellevant. La destral doble prové de l'eina que era utilitzada a la vida quotidiana, però amb característiques diferents. De les nombroses destrals retrobades, algunes no són aptes per al seu ús, principalment aquelles fetes de materials fràgils (pedres toves o plom) o les que estan fetes de dimensions inutilitzsables, essent algunes el mànec gairebé tant petit com un passador. Passa el mateix amb la forma, que també mostra diferències entre les destrals quotidianes i les considerades sagrades. La fulla era més ample i més prima, la vora estava afilada en semicercles, de vegades amb fulles redoblades, convertint la destral en aquests casos no doble, sinó quàdruple. La destral sagrada, a més, també està molt ornamentada, provocant que el seu ús sigui gairebé impossible. La seva superfície està decorada amb motius lineals que ressegueixen els contorns de l'eina, mentre que unes línies obliqües omplen l'espai central.

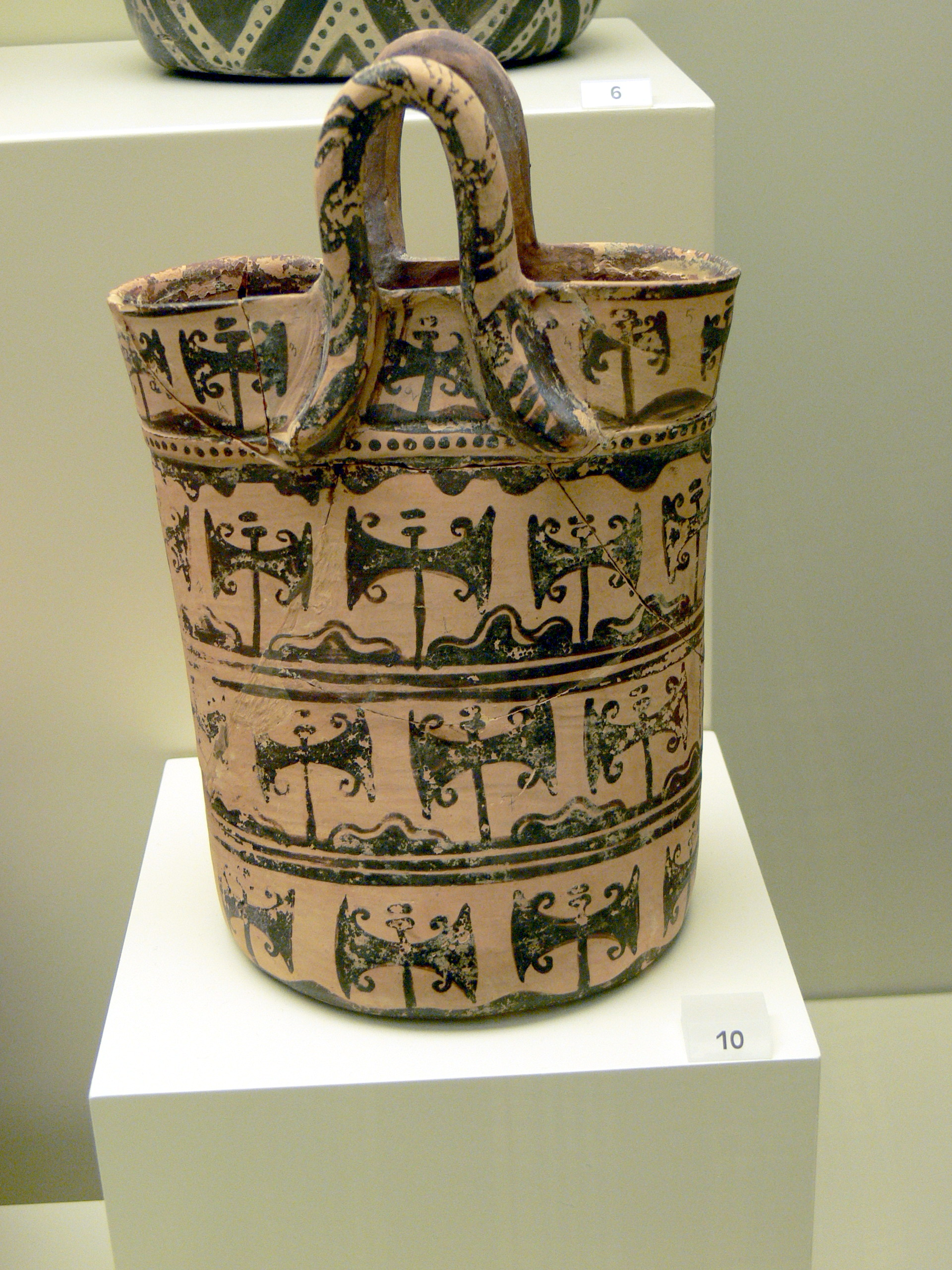
Destrals dobles pintades en una ceràmica. Període neopalatí. Pseira.

Els exemples més antics coneguts fins ara, fets de plom i coure, provenen d'una tomba minoica de Mokhlos, mesurant una d'elles només 7,5 centímetres. El nombre més gran de destrals trobades en un mateix indret va ser a Arkalokhori i Psychro. Allí es van trobar 18 destrals in situ, col·locades en nínxols d'estalactites. Les seves fulles són totes molt corbades. Algunes es componen d'una sola fulla de bronze, mentre que d'altres estan constituïdes per dues peces de metall juntes i sense reblons. Les dobles destrals també van col·locar-se a les bases, en forma de piràmides truncades, en diversos indrets del palau de Knossos. La repetició d'aquest emblema podria explicar la denominació de "laberint" per designar Knossos. Labrys, com es coneixen en una llengua anatòlia, podria també ser el mot per designar les destrals dobles en minoic. D'aquesta manera, el terme labyrinthos podria significar palau de les destrals sobles. · 

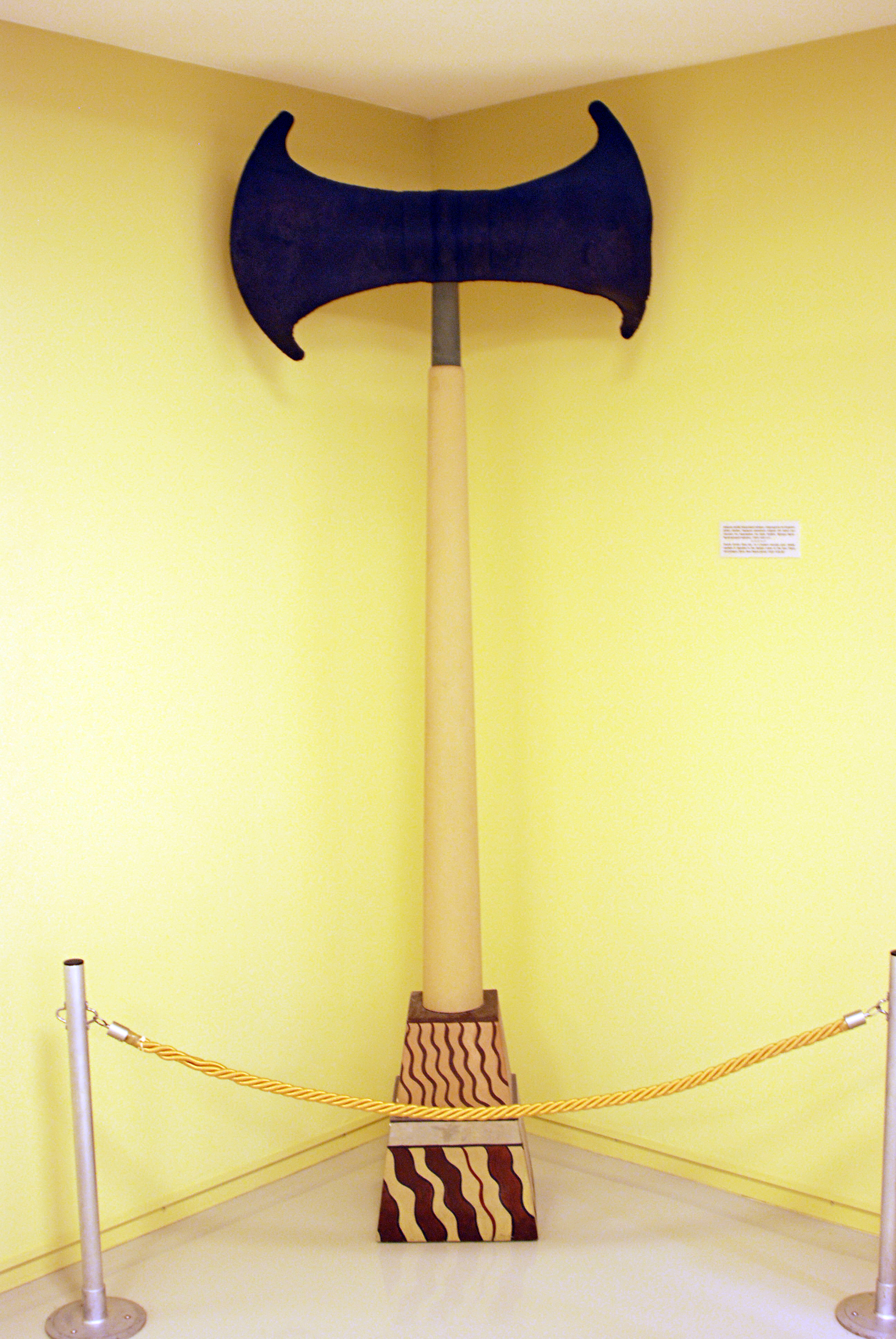
Reconstrucció d'una destral doble des de la base. Museu Arqueològic de Càndia.

Amb relació a les destrals pintades o gravades, amb l'excepció d'una gerra datada del període minoic I, la resta provenen del minoic III o del recent. En aquests casos, normalment es representa la destral de dobla fulla. Aquest model és fàcilment visible al sarcòfag d'Aghia Triada, a la banda que representa una libació, i mostra igualment les línies transversals cap a l'interior de les fulles. En un altre costat del sarcòfag, es pot apreciar una altra destral de doble fulla, però que al costat interior de la fulla té les extremitats en forma d'espiral. També es van trobar aquests apèndixs en forma d'espiral en dos vasos datats del minoic recent I a Pseira.
Alguns arqueòlegs, com Evans, reconeixen les destrals en els motius coneguts com a papallones en diverses ceràmiques. Aquestes papallones són uns triangles inversos que es toquen en la seva extremitat, mentre que tenen la base paral·lela.
L'ús de la destral doble dins del culte minoic està particularment bén representat al sarcòfag d'Aghia Triada. Les destrals dobles es troben fixades per grans pals sobre una base. A l'escena del sarcòfag es poden veure dues perxes, la base nivellada formada per dos blocs quadrats de pedra, mentre que en altres conjunts la forma suggereix que són dos cons superposats. A l'altra cara del sacròfag, el sòcol sembla estar compost per una sola peça quadrangular, tot i que està decorada alternativament de quadres blancs i vermells. Gràcies a aquestes indicacions, s'han pogut identificar nombrosos sòcols com la base de destrals dobles. Al sarcòfag d'Aghia Triada, a més, les destrals es troben a l'extrem de grans perxes, mentre que a dalt de tot hi ha ocells, i decoren escenes de libacions o espais situats entre un altar o un santuari: per aquest motiu, es considera que les destrals dobles eren objectes rituals venerats dins del culte minoic. Gairebé tots els arqueòlegs admeten que la destral doble és un fetitxe o un símbol de la deitat.

#### Nusos

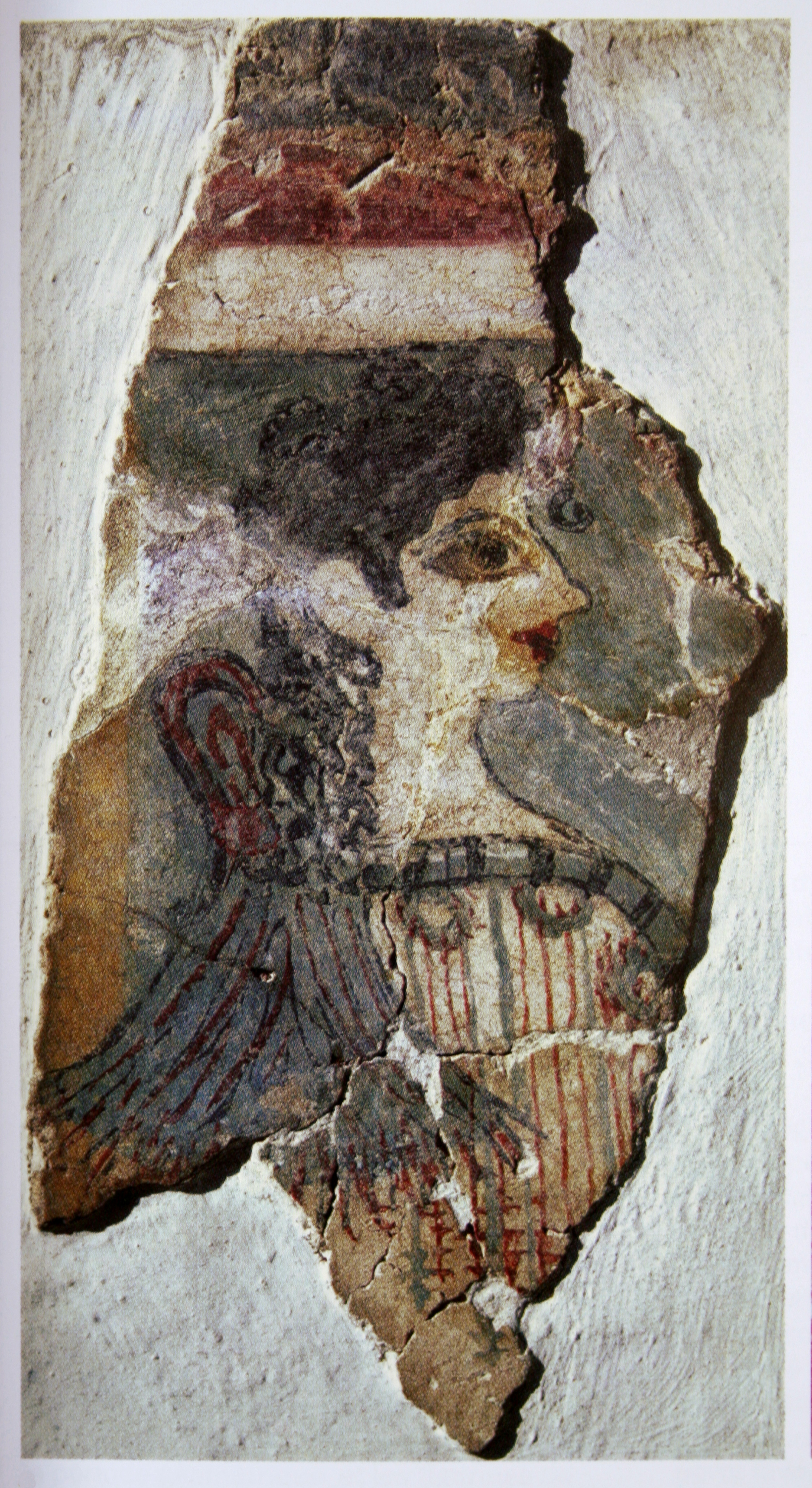
Fresc de Cnossos conegut com «La Parisienne» (La parisenca); entre els dos personatges es troba un nus sagrat.

Un altre símbol associat a la doble destral era el nus sagrat: una tira de tela lligada per la part central, amb els dos extrems lliures penjant al costat. Utilitzat com a element decoratiu en ceràmica, es pot apreciar un exemple en el fresc «La Parisienne» (la parisenca) de Knossos. Pels egipcis, els nusos eren una força protectora, tenint Isis per símbol un nus semblant al dels minoics.
Es va trobar un nus d'ivori dins d'una casa de la part sud-oriental de Knossos. ·  Per aquest motiu Evans considera els nusos com uns objectes sagrats. Segons Persson, els nusos són indicadors que l'objecte que els llueix està connectat a la divinitat.

#### Altres símbols
També s'han trobat malls de pedra tant en santuaris com en tombes. Estan fets amb un mànec de fusta i un mall esfèric a cada extremitat. Se'ls sol representar en mans de sacerdots, i probablement eren utilitzats com a ceptres, tot i que podria ser que s'utilitzessin en els sacrificis, com les destrals de doble tall.
També s'han descobert altres objectes sagrats, com les peces d'armadura defensiva: els escuts i els cascos són considerats els símbols de la deessa, o la seva pròpia representació en forma de guerrera. Un altre símbol és la creu i els seus derivats (estrella, esvàstica, roda). Aquestes creus es troben, generalment, en els segells i, de vegades, en la forma d'una X entre les banyes dels toros.

## Llocs de culte
Els turons i coves de l'illa tenien un vessant religiós, com a zones més altes i més baixes de la terra i, per tant, com a indrets susceptibles d'entrar en contacte amb altres mons. En ells s'hi han trobat igualment abundància d'estàtues votives i gerres cerimonials. En aquelles coves on apareixen estalactites i estalagmites s'han conservat més proves de rituals, probablement pel caràcter gràfic de pont o eix amunt - avall d'aquestes formacions geològiques.
Tot i que les formes preses per les divinitats minoiques encara són poc conegudes, gràcies a les excavacions es coneix millor els llocs sagrats i les pràctiques de culte que les mateixes divinitats. Contràriament al què s'ha pogut observar en civilitzacions del mateix període a l'orient i a Egipte, Creta es distingeix per l'absència de temples. Mentre que a Sumèria o a Egipte el culte era practicat dins de temples o habitacions divines i celebrades per un sacerdot, els minoics celebraven el culte dins de santuaris naturals: en grutes, cims de muntanyes o en petits santuaris domètics. Les construccions retrobades al mont Iouchtas i a Petsofas no poden ser considerades com a temples. Els únics exemples de temples independents que es coneixen actualment són el d'Anemóspilia, a Archanes, i potser també un trobat a Gournia. Les excavacions han permès també identificar els indrets consagrats al culte gràcies a l'abundància de les ofrenes (collarets, armes, escultures) i al mobiliari religiós (vasos sagrats, taules de libacions) recuperat. Aquests llocs de culte, utilitzats des del Neolític fins a època micènica, han estat localitzats per tota l'illa de Creta. · 

### Grutes i cavernes
Des del Neolític les grutes, que també servien d'habitatges, van ser utilitzades pel culte, havent-se trobat figuretes votives d'aquella època dins de la gruta de Trapeza, a l'altiplà de Lassithi. Durant el període prepalatí, la majoria van passar a ser indrets utilitzats per les inhumacions, i a partir del període protopalatí, espais dedicats al culte de la deessa mare minoica, amb altars, nínxols i cavitats. Se sap que els pelegrins de Phaistos anaven al mont Ida, a la gruta de Camarès, amb l'objectiu de deixar-hi vasos amb ofrenes.

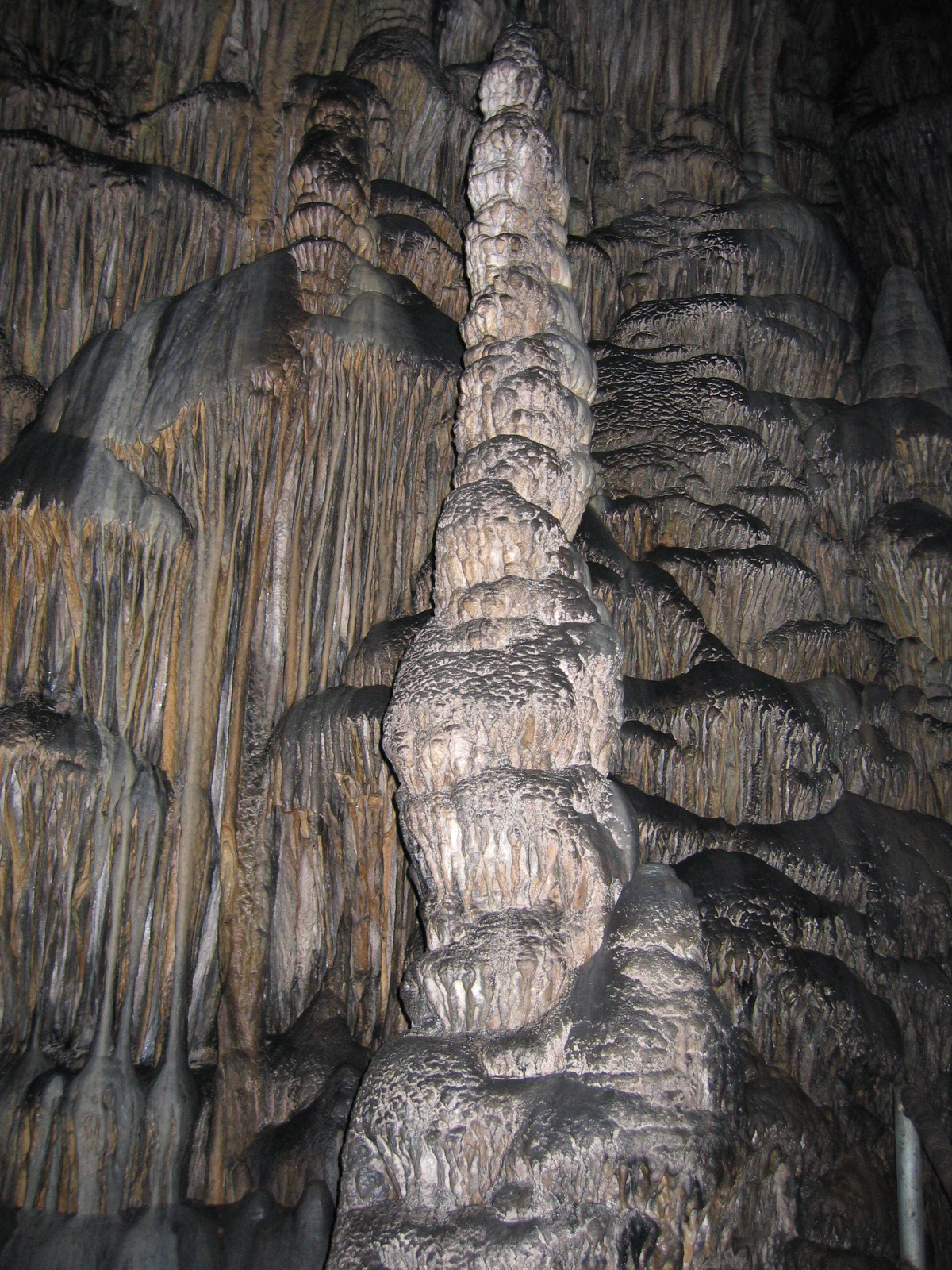
Estalagmita a la cova de Dicte (detall).

Les estalactites i estalagmites semblen haver influït en el culte en certes coves. Aquest fet és particularment evident a la cova de la deessa dels naixements, Ilitia, a l'est d'Heraklion, on una estalagmita, amb una de més petita del seu costat, van ser interpretades com a imatges de la deessa mare amb un infant diví, aparentment. Allí van construir un mur al voltant de l'ídol, i al qual van oferir al llarg del temps diversos vasos que contenien diferents substàncies. La qualitat dels vasos oferts permet, al mateix temps, suposar que Ilitia va ser, principalment, una deessa adorada pels pobres. Aquest culte es va mantenir fins l'arribada del període hel·lenístic, esmentant-se l'existència de la cova i de la seva deessa tant en Homer com en d'altres fonts gregues. La cova de Psikhro va ser, probablement, la cova del mont Dicte dels grecs, on es creia que Rea havia tingut al jove Déu (Zeus). Allí s'hi han trobat taules d'ofrenes, figuretes, miniatures d'animals disposats pel sacrifici, així com estris, armes i destrals dobles de bronze.

Spirídon Marinatos va descobrir una gruta sagrada en un pujol d'Arkalokhori. Aquest indret va escapar als saquejos posteriors gràcies al fet que es va esfondrar ja a l'antiguitat. Allí hi va trobar destrals dobles, petites destrals votives d'or i algunes més grans de bronze, que indiquen que la deessa adorada en aquell indret tenia un caràcter guerrer, contràriament a la cova de la pacífica Ilitia.

El culte a les cavernes es va mantenir fins al finalitzar l'època antiga, moment en què la deessa minoica va ser reemplaçada per les noves divinitats.

### Cims de muntanyes
Els rituals religiosos també se celebraven en santuaris situats a cims. Del període minoic mitjà I daten petites instal·lacions de culte. ·  Aquests indrets elevats podria ser que fossin considerats com els més propicis per a l'aparició de la divinitat. Estaven consagrats a l'adoració de la deessa mare de la muntanya o de les bèsties salvatges. S'han trobat santuaris no només als cims de les muntanyes més altes de l'illa, com l'Asteroussia, sinó també en cims més accessibles, com a Petsofas, Iouchtas, i en pujols més baixos com el del profeta Elies, prop de Malia. En aquells espais s'hi erigien petits santuaris o altars envoltats per murs. Aquesta tanca de vegades envoltava un arbre, una font o una roca, i convertia el cim en un seguit de petites terrasses successives amb murs al voltant, contenit als fidels que venien els dies de celebració. També hi havia un espai destinat al magatzem de peces petites, probablement per guardar els objectes de culte. Els fidels dipositaven les seves ofrenes al foc i als altars, així com a les fissures de les coves. Hi havia la costum, sobretot en època protopalatina, de dirigir-se als santuaris dels cims durant els solsticis d'estiu i d'hivern, realitzant grans fogueres visibles des de molt lluny. A nivell d'ofrenes, s'han descobert petites figuretes que representen als fidels, en actitud d'adoració (en general amb els braços plegats sobre el pit), o només de parts del cos, com braços i cames. Aquestes parts corporals haurien estat ofrenes de persones malaltes o necessitades de guariment. A partir del minoic mitjà, les figures d'animals domèstics es multipliquen, destacant sobre totes elles les de bous, que variaven en dimensions d'es de mil·límetres de longitud fins a un metre d'alçada. Aquestes ofrenes en ceràmica van deixar d'utilitzar-se a partir del minoic mitjà II, amb l'excepció de Knossos i del mont Iouchtas.

La majoria d'aquests santuaris situats als cims van acabar convertint-se al cristianisme, passant a ser l'indret on es van construir moltes esglésies o monestirs.

### Santuaris domèstics
S'han trobat espais consagrats al culte de la divinitat a gairebé tots els edificis. Les estatuetes neolítiques han estat descobertes tant a l'interior com a les proximitats de les àrees residencials, fet que fa suposar que el culte havia desenvolupat un caràcter domèstic. El culte minoic ha estat considerat un culte domèstic i, segons Nilsson, les divinitats venerades en santuaris domèstics podrien haver estat diferents d'aquells que es troben en cavernes o en els santuaris dels cims. Alguns dels santuaris redescoberts no donen peu a la malinterpretació: els objectes van ser descoberts "in situ" per part dels arqueòlegs; en d'altres casos, les peces han rebel·lat un nombre d'objectes culturals desordenats, sense que es pugui definir si aquestes servien pel culte o si tenien altres finalitats.
Els santuaris tripartits van aparèixer a partir del període prepalatí a Phaistos, ·  i consistien en tres petites cambres juxtaposades, estant la del mig probablement una mica més elevada que les altres. Aquesta habitació central contenia una taula d'ofrenes d'argila, una fossa pels sacrificis i un banc sobre el qual s'hi disposaven els objectes de culte. Aquestes capelles van experimentar un fort creixement a partir del període neopalatí a jutjar pel cas del palau de Knossos, on els vasos de ceràmica mostren un ús que s'allargà fins a la destrucció definitiva del palau, cap al 1450. A Knossos, aquestes capelles estan compostes per diverses habitacions, encarades cap a l'est i en formacions tripartites, amb columnes decorades amb destrals dobles i banyes de la consagració. A totes les residències reials s'hi pot apreciar una disposició anàloga, amb un santuari i una cambra de purificació. Un dels santuaris més coneguts de Knossos és el de les dobles destrals, situat al sector sud-est del palau. Data del període minoic mitjà III, segons Evans, i té unes dimensions de 1,50 m2, està dividit en tres parts, cadascuna de les quals disposa d'una alçada diferent. Al terra s'hi van trobar una vaixella completa situada en la posició en la que va ser dipositada. Entre els objectes recuperats s'hi pot observar gerres, pots, bols i un vas decorat datat del mitjà III, on s'hi representa un pop. Al fons de la sala hi ha un podi recobert de còdols, el centre del qual hi ha un altar en forma de trípode, amb les potes enfonsades als còdols. A cada banda s'hi pot observar unes banyes sagrades, fetes d'argila i recobertes de guix, preparades per ser inserides amb unes petites destrals votives. · 
Un santuari anàlog és el que es troba a Gournia. Aquest santuari, sens dubte, és un exemple de santuari públic, tot i que probablement tenia els seus orígens en un antic santuari domèstic. Situat al cim d'un pujol, no gaire lluny de la ciutat, es troba al final d'una carretera pavimentada de 12 metres de llarg per 1,50 metres d'amplada. Uns murs groixuts delimiten una habitació de 4 metres de llarg per 3 metres d'ample, probablement erigit durant el període minoic recent I. Com a Knossos, es va construir un camí al voltant dels murs del santuari. Al centre hi ha una taula de tres peus, semblant a la que es va descobrir a Knossos. Al terra s'hi van trobar tres objectes de terracota, així com els fragments d'una quarta peça. Aquestes obres, de forma tubular, tenen a cada costat una franja vertical de tres o quatre nanses o petits bucles, i al darrere una nansa més gran rematada amb unes banyes. Un dels objectes, a més, està abraçat per dues serps.

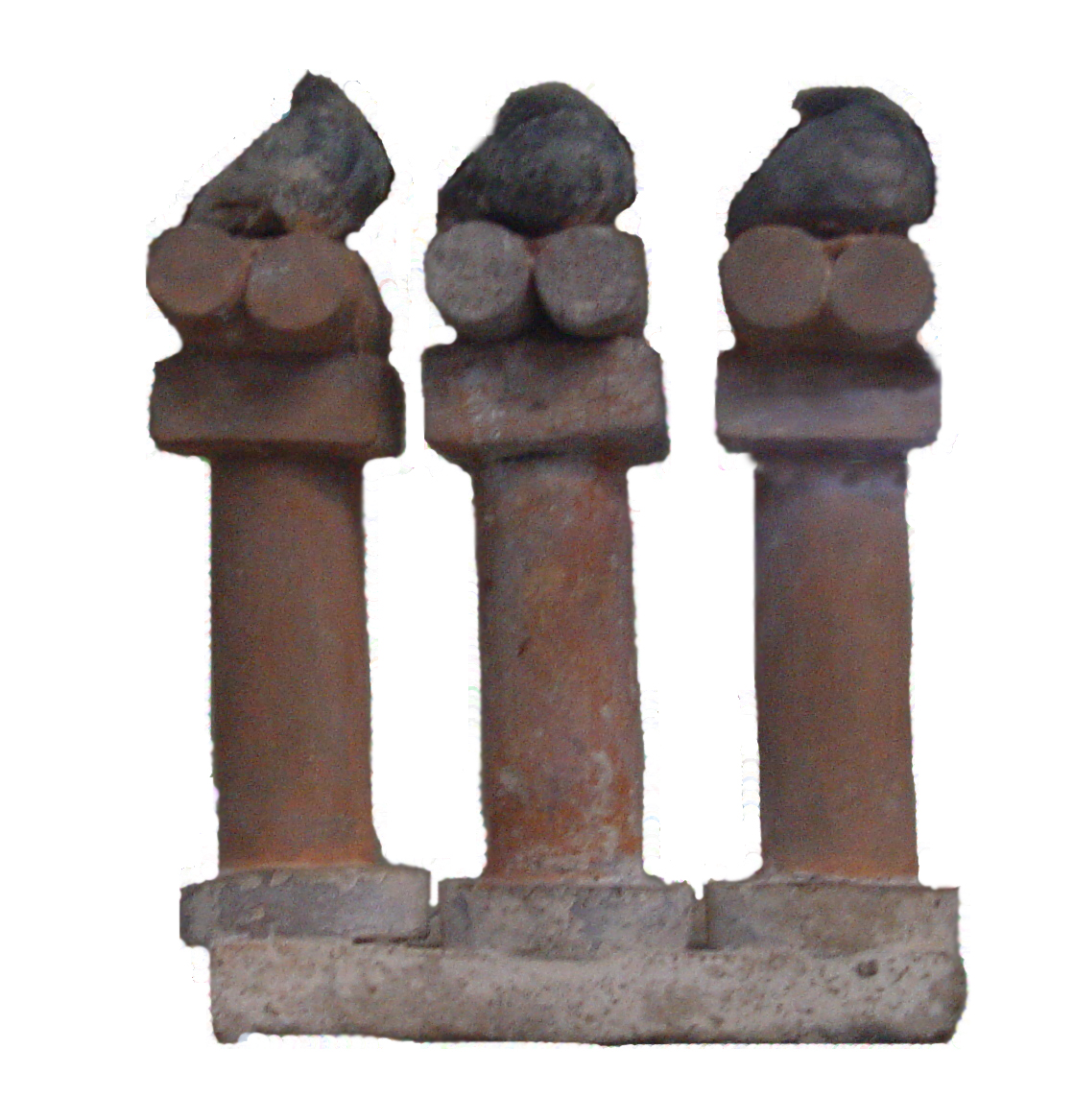
Miniatura de terracota mostrant el caràcter sagrat de les columnes.

D'altres instal·lacions comuns són les criptes formades amb pilars centrals. Aquest espai fosc, situat a la planta baixa, ha estat considerat com el cor del santuari, habitat per la divinitat protectora del palau o mansió. Aquestes criptes són sovint petites, i el pilar molts cops no és necessari per mantenir l'estructura en peu; per aquest motiu, Evans i d'altres investigadors consideren que l'acte d'adoració s'adreçava cap al propi pilar. Això també explicaria per què hi ha canalitzacions que porten el líquid directament al pilar, que seria el receptor de les ofrenes.
Per sobre d'aquestes críptes s'han trobat cambres que també contenien columnes, aquestes també sagrades per si mateixes. Hi ha escenes murals on s'hi poden veure destrals dobles i nusos sagrats lligats a les columnes, suggerint que aquestes, com el pilar, tindrien un significat religiós. A Knossos es va descobrir un model reduït en terracota que mostra tres columnes amb ocells a la part superior, senyal de l'aparició de la divinitat. Altres exemples mostren lleons i altres criatures com els esfinxs o grifs dipositats simètricament a banda i banda de la columna. El fet que parts senceres del palau estiguessin consagrades a usos religiosos mostra el caràcter sagrat dels palaus.
Un altre tipus d'element sagrat era la conca lustral. Es tracta d'una petita peça situada una mica més a baix que els elements circumdants, en la qual s'hi accedia a través d'unes escales. En algunes d'aquestes conques s'hi han trobat petites gerres de ceràmica que podrien haver contingut líquids utilitzats per realitzar rituals de purificació per asperció o per unció. En d'altres conques similars s'hi han trobat ritons i vasos de pedra, així com pintures murals que representen banyes.
A finals del període minoic, els santuaris descoberts eren més petits i sovint limitats per un banc on se situaven els objectes de culte. Aquest tipus de santuaris s'han descobert a Knossos, Gournia, Gazi i Karphi. La mida de les estàtues recuperades i el caràcter general dels santuaris mostren que pertanyien a tota la comunitat.

## Objectes de culte

### Ídols i figuretes

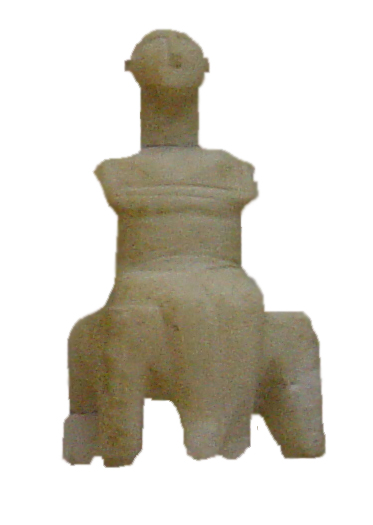
Divinitat asseguda en un tron. Període protopalatí (Téké Knossou).

Els ídols van aparèixer i es van generalitzar durant el Neolític. És en aquesta època que apareixen les figuretes de dones obeses despullades. La nuesa completa, així com la indicació ocasional de les parts sexuals, mostren que els ídols representen una deessa de la fertilitat. Una estatueta masculina, descoberta a les capes neolítiques de Knossos per Arthur Evans, podria ser una representació del Jove Déu, o simplement un adorador. Aquestes estatuetes són considerades com objectes de culte, ja que són semblants als grans ídols ciclàdics, ells mateixos objectes de culte. Tot i que alguns experts les consideren les concubines o les servents de la mort, els exemples d'aquestes deesses portant un infant al cap, o bé assegudes sobre un tron, fan decantar la balança a favor de les tesis relatives a l'objecte de culte. Atès que les estatuetes femenines dominen en nombre, els arqueòlegs suposen que representen la deessa mare, constituint els objectes de culte d'una religió matriarcal. Les estatuetes nues del Neolític haurien tingut diverses funcions. Segons Vassilaki, aquestes figures serien un element utilitzat per l'iniciació de les filles joves, per part de les dones més madures, per representar les figures femenines importants per la comunitat. Així, també podrien haver estat utilitzades per realitzar màgia o exorcismes. En qualsevol cas, no es pot assegurar que totes les figuretes siguin representacions de la divinitat. Adicionalment, si el gran nombre de figures femenines indica un rol preponderant de les dones a les comunitats neolítiques, això no implicaria que el matriarcat signifiqués el poder polític de les dones. Per Vassilaki, les nocions de poder i de preponderància han de ser tractats amb molt de compte quan es parla de comunitats primitives.

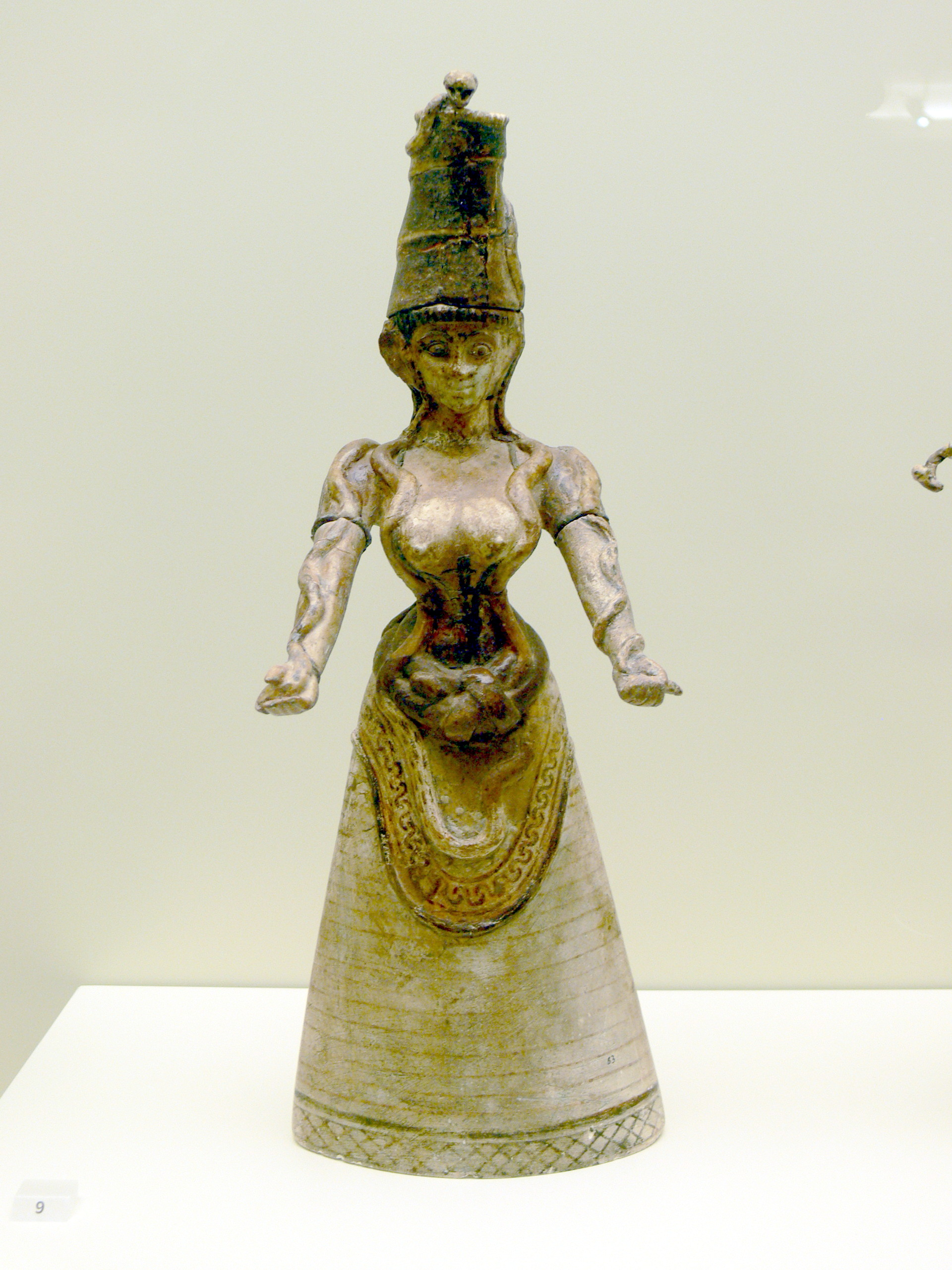
Deessa amb serps entortolligades al voltant dels seus braços. Període neopalatí. (Knossos)

La deessa apareix molt rarament en els períodes següents. Al període protopalatí, la religió seguia estant lligada a les dones. N obstant, les representacions relacionades amb la fecunditat es fan menys habituals. En aquest punt la importància se centra en representar la roba ritual, que constitueix la nova tendència de representació femenina. Vassilaki opina que les noves convencions iconogràfiques s'expliquen per la voluntat d'equilibri simbòlic del poder entre els dos sexes.
Durant l'època propalatina també apareixen estatuetes molt característiques anomenades "campanes d'ovella". Es tracta de petites estatuetes de ceràmica, en forma de campana i amb un anell en suspensió, dues projeccions en forma de banya, i amb unes ranures en lloc d'ulls. Aquestes figures eren les campanes votives, que serien un model reduït de les robes sagrades o de les màsqueres que portaven els sacerdots o els fidels. Aquesta interpretació es basa en les estatuetes pintades clarament amb trets humans: amb ulls, nas i boca.
Els déus estaven representats per estatuetes de petites dimensions. Les estàtues de grans dimensions eren poc habituals, i encara ho eren menys les estàtues de mida natural. Durant el període postpalatí va aparèixer una nova tendència consistent en la construcció d'estatuetes de grans dimensions d'argila, que es van fer habituals. Les deesses dels santuaris postpalatins tenen els caps coronats d'emblemes: ocells, banyes i discs. En alguns casos tenen serps al cap, com si fossin diademes. A Gournia s'hi han descobert estatuetes amb serps enroscades als braços de les deesses, i un tros de braç que porta una espasa amb una serp enroscada. Una estatueta de Gortyne mostra una serp entre les mans, mentre que un ocell se li enfila a l'espatlla. Aquestes descobertes van portar a la majoria dels investigadors a rebutjar la idea de dues deesses separades; una celest, acompanyada per coloms; i l'altra subterrània, assistida per serps.

### Altars i taules de libació

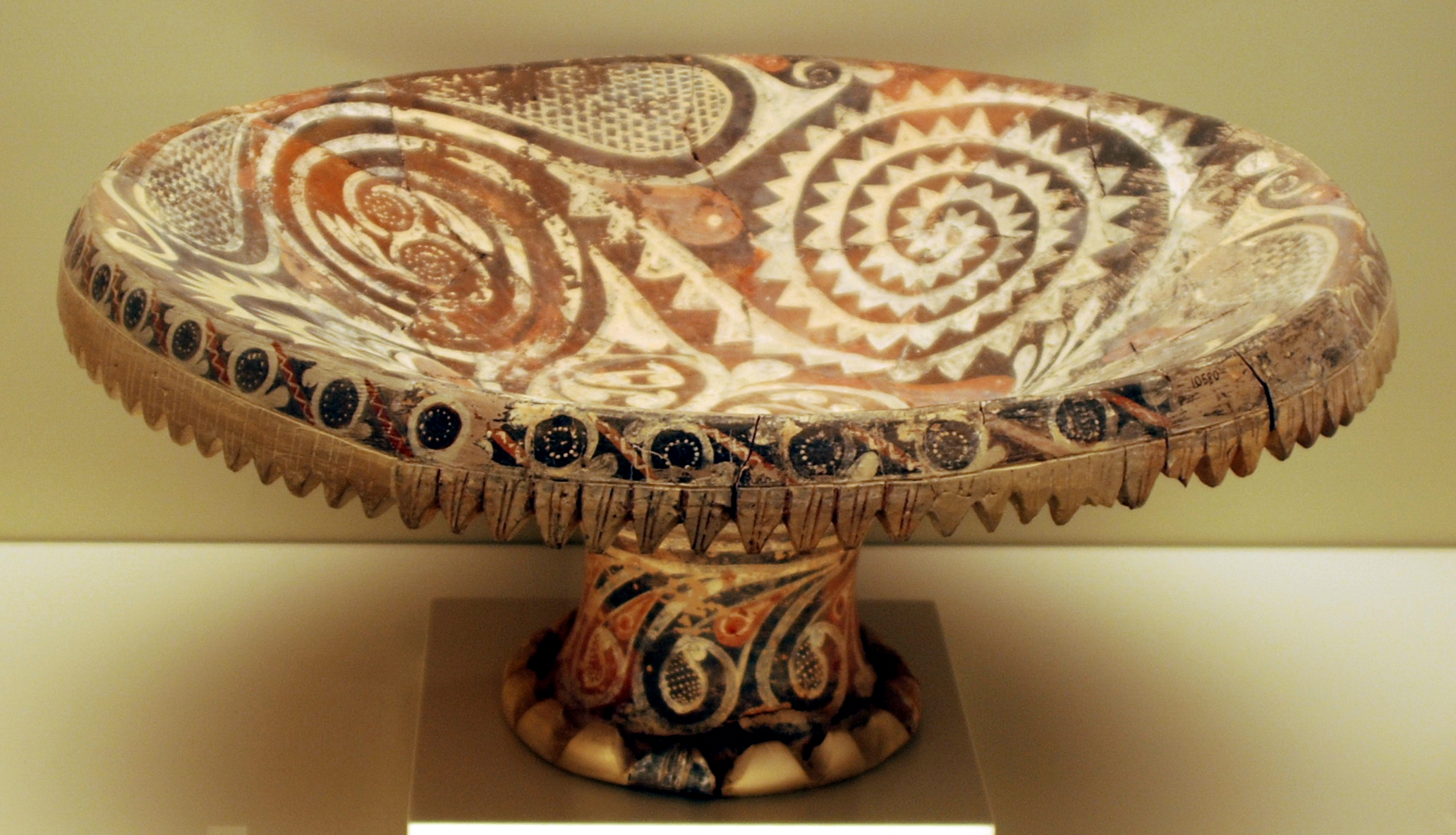
"Safata" per a l'ofrena de fruita. Període protopalatí (Phaistos).

Els altars ocupaven una part important de l'equipament ritual. Ja a l'època clàssica els altars tenien una gran varietat de formes. Aquests podien ser rectangulars, construïts en pedra tallada o graduals. Els altars fixos, fets en blocs de pedra o dels llindars, han estat descoberts en nombrosos indrets, essent fàcils d'identificar a les coves de Psychro o d'Amnisos. A més, aquests altars van ser identificats amb certitud gràcies a la presència de cendres i d'ossos carbonitzats. De manera més general, sempre que es troba una superfície plana i quadrangular, sense cap element a sobre, és possible pensar que es tracta d'un altar. Evans identifica quatre altars al palau de Knossos. A Phaistos s'han identificat dos altars.
Probablement es va fer servir aquests altars cobrint-los de banyes i de branques sagrades, així com per sacrificar les víctimes i dipositar les ofrenes. et y brûler les animaux immolés En els altars més petits, lleugerament concaus, és segur que van ser utilitzats per fer ofrenes amb líquids. Aquests estaven envoltats per banyes i branques sagrades, i eren utilitzats principalment per fer ofrenes no sagnants. Les taules per les ofrenes estaven fetes de plaques de pedra, de dimensions reduïdes, amb una cara superior plana o buidada d'una cavitat circular o quadrada. Aquesta cavitat servia per recollir els líquids abocats provinents dels vasos de libacions.

### Kernoi i rhyta
En el marc dels rituals minoics, s'ha trobat sovint una tipologia particular de recipient, el cernos (en grec κέρνος, kernoi en plural), nom provinent dels vasos anàlogues utilitzats en el culte a Demèter en època clàssica. Aquests objectes s'han descobert en diverses tombes minoiques antigues, en una varietat que s'ha anomenat "saler", i que destaca per ser kernoi simples de pedra o argila, formats per la unió de dos o tres tasses o petits vasos sobre una base comú. Els cernos eren, probablement, utilitzats per realitzar les ofrenes de panspèrmia, és a dir: la presentació de petites quantitats de totes les espècies de gra i de productes agrícoles. Arthur Evans va datar els exemplars més antics de kernoi del període minoic antic II, tot i que posteriorment es van trobar unes mostres encara anteriors, datats dels primers temps del minoic antic, a Pyrgos. Entre aquests exemples antics es va trobar un cernos amb una tija acampanada cap el vas, que formava el peu del conjunt. Dues copes estan lligades a la tija pels seus cantons, elevant-se aquesta tija lleugerament pels seus costats. Un altre mostra difereix de l'anterior per la seva forma, constant de tres copes més allargades i que s'aguanten sobre un peu més petit i menys escalat. Tot i ser diferents, aquests dos kernoi són de tipologia bucchero, destacant per una decoració formada per incisions geomètriques. Quaranta-quatre copes còniques, aparentment totes retrobades en el seu emplaçament original, van ser descobertes a Palaikastro, essent identificades com provinents, en principi, del període minoic recent III. Al finalitzar el període minoic aquests objectes van prendre una forma diferent. Es va trobar, dins d'una tomba, un anell de 19 cm de diàmetre, sobre el qual hi ha dipositats 6 recipients amb els colls molt estrets. A més, també hi havia tres figures gruixudes entre els recipients.
Actualment, a Creta, el ritu cretenc permet observar la presentació dels aparchai, els primers fruits de la terra, que són traslladats a l'església per a ser beneïts. També és possible trobar, en alguns monestirs, un objecte similar al cernos, que combina ciris i vials per rebre el blat, l'oli i el vi.

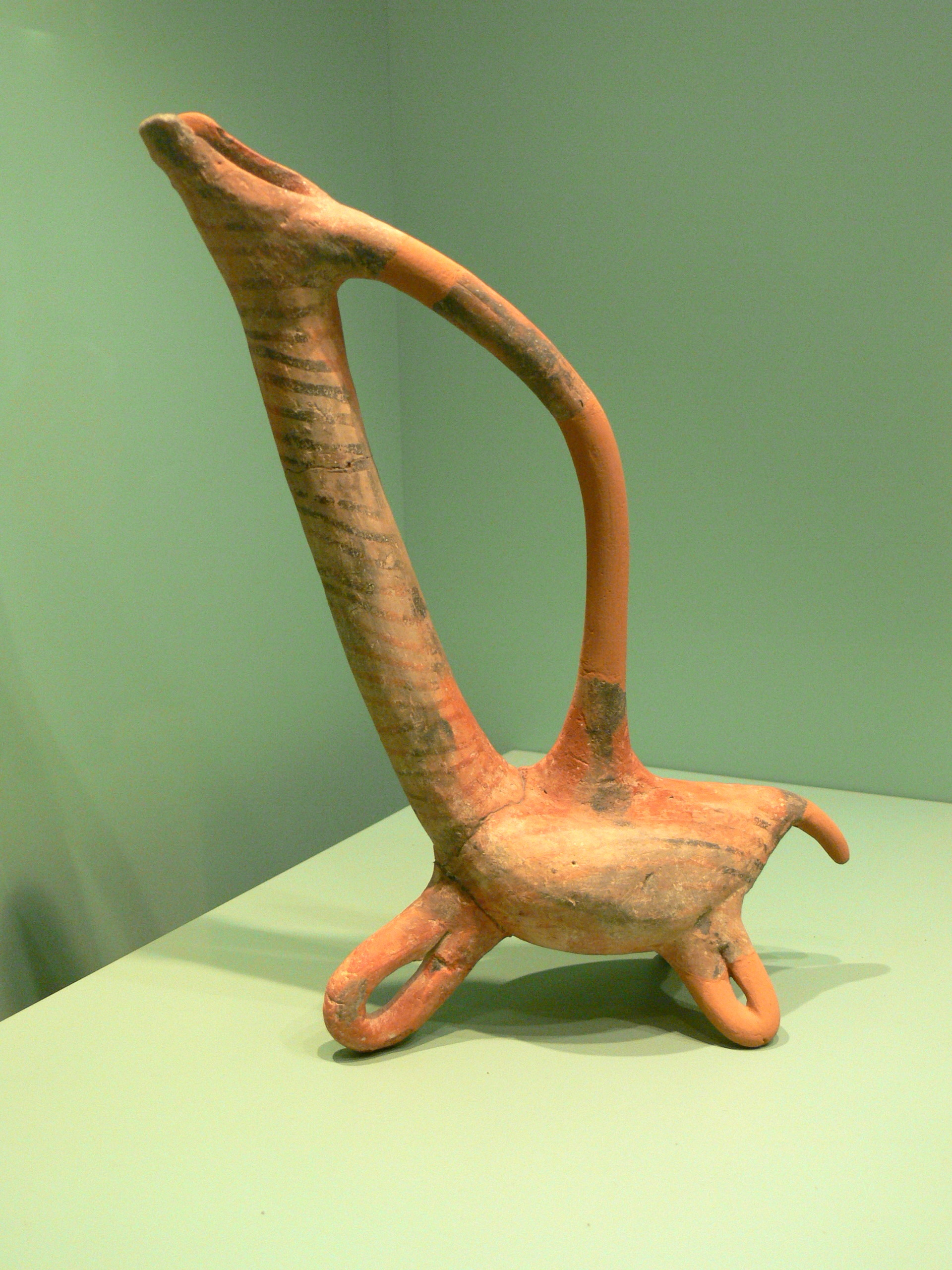
Ritó en forma d'ocell. Koumasa. Minoic antic.

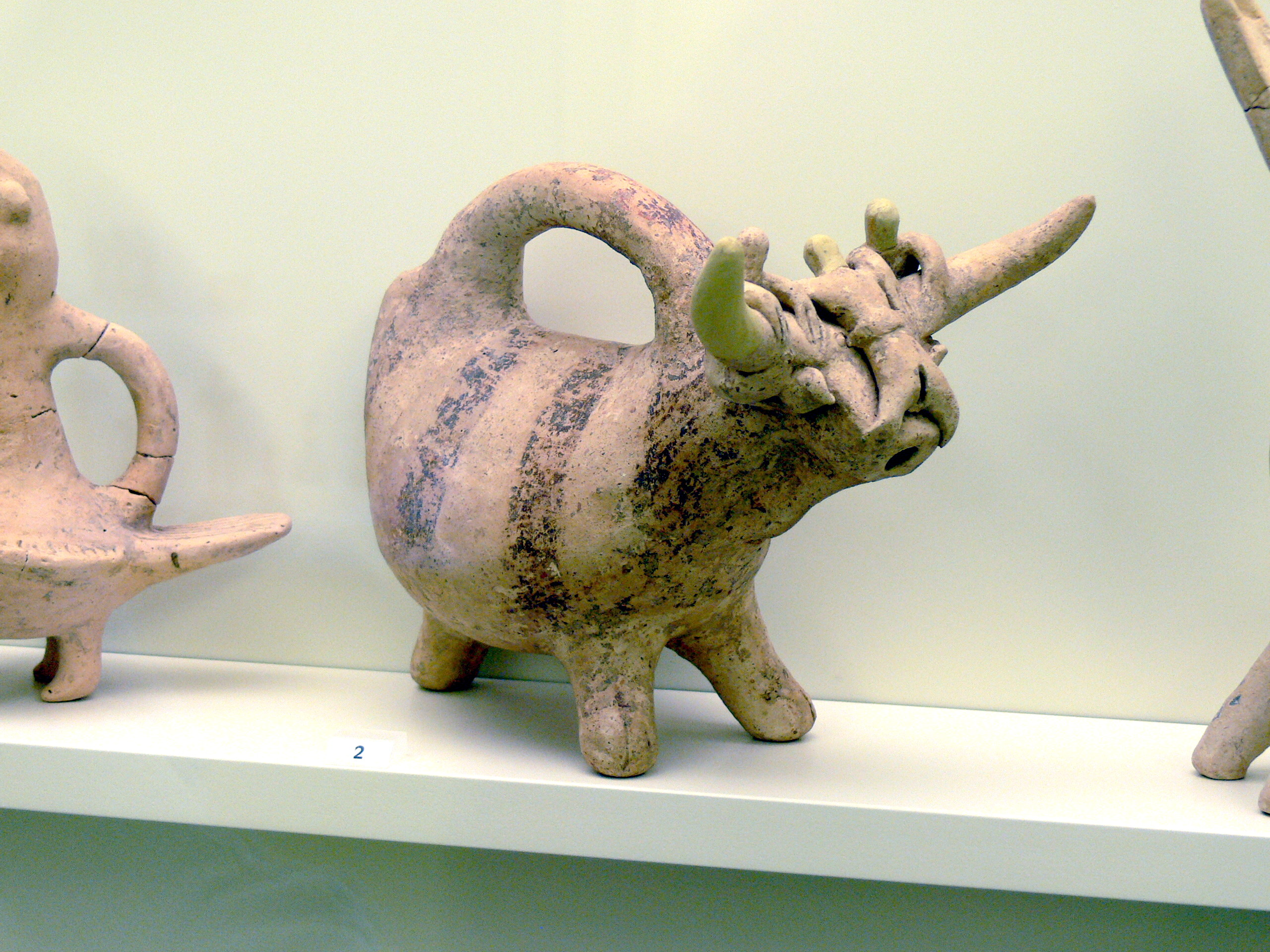
Ritó. Plana de Mesara. Període prepalatí.

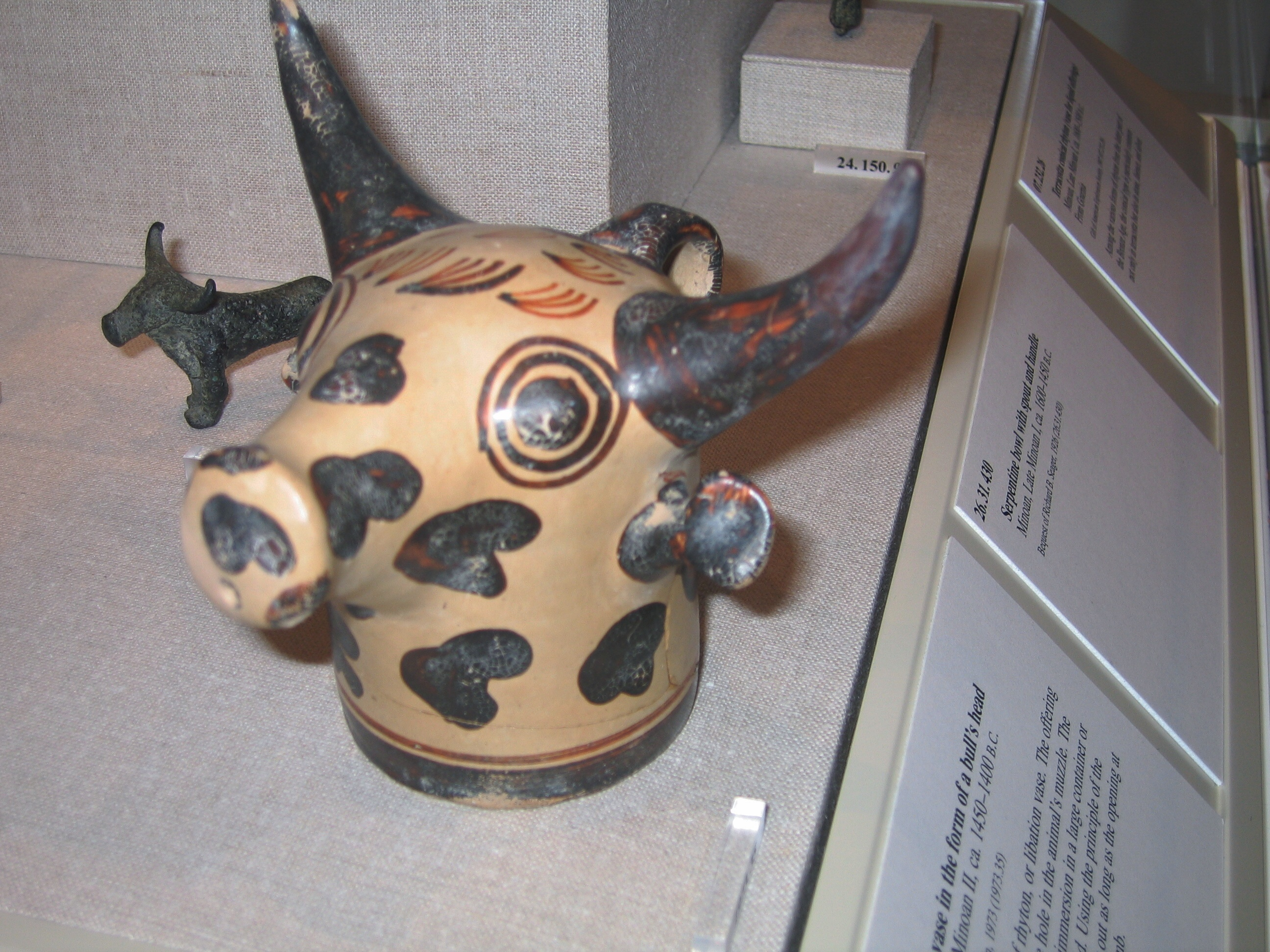
Ritó en forma de cap de toro. Període neopalatí.

Els ritons (ῥυτόν en grec, rhyta en plural), mot derivat del grec rheo (en català "fluir") eren uns vasos que no només tenien una obertura per omplir-lo, sinó també una segona obertura per la base per abocar el líquid. La forma, poc pràctica, així com la finor de la seva fabricació, demostren que es tractava principalment d'objectes destinats al culte. Les rhyta podien tenir forma humana o d'animal, i provenen del període minoic antic III, el minoic mitjà I i fins al minoic recent. D'entre els exemples recuperats més antics, destaquen l'ocell de Koumasa; els toros amb homes aferrats a les seves banyes; i el vas-columna de Knossos. Els més estranys descoberts són els que van trobar-se a Mokhlos i Malia, que tenen la forma d'un bust de dona, amb els forats als pits, i que possiblement estaven destinats a fer ofrenes amb llet. En canvi, els ritons amb forma de toro podrien haver estat utilitzats per la libació de sang de bou sacrificat. També s'han trobat models més senzills, consistents en simples formes còniques i ovals de pedra o ceràmica. Els exemples amb forma de cap humà apareixen a partir del minoic mitjà II, passant a ser habituals durant el període minoic recent.
A les tombes d'època palatina, concretament a Knossos, s'han trobat alabastres, vasos de ceràmica o pedra baixos i molt amples, amb una obertura circular molt estreta a la part superior. La seva forma plana suggereix que les ofrenes que s'hi emmagatzemaven havien d'estar en contacte amb el terra.
 Als santuaris del període minoic recent s'hi van trobar uns vasos tubulars sense fons; previsiblement eren emplaçats en un forat cavat al terra, també servirien per rebre les libacions.

## Pràctiques del culte
L'oferiment de menjar i beguda a la divinitat constituïa l'acte principal d'adoració dins de la religió minoica. En unes taules escrites en lineal B descobertes a Knossos, s'esmenta l'ofrena de mel a la deessa del part d'Ilitia i a d'altres divinitats. La mel, doncs podria estar destinada a minimitzar els dolors del part. En un fragment d'un vas de pedra de Knossos, es pot apreciar un jove arribant al cim d'una muntanya. Allí hi diposita una cistella amb fruita davant del santuari. A més de la mel i la fruita, probablement també s'oferia vi.
També es practicaven sacrificis de sangs, consistents en la mort d'un animal. Al sarcòfag d'Aghia Triada es pot apreciar un bou estès sobre una taula de fusta. L'animal ja és mort, i la sang que regalima de la seva gola va a parar a una galleda. El sacrifici s'acompanya amb música de flauta. Posteriorment, mitjançant un mànec es recullen dues galledes, que una dona porta sobre l'espatlla. Finalment, una sacerdotessa recull els vasos i aboca la sang en un recipient flanquejat per destrals dobles. Es creu que els fidels es bebien la sang de les bèsties sacrificades, que era recollida en recipients.
Podria ser que el culte real no fos exactament igual a la seva representació. En lloc d'un animal de veritat, podria ser que el fidel oferís una representació de la bèstia en forma de copa d'argila o bronze. Això explicaria la gran quantitat de models reduïts d'animals que s'han retrobat en santuaris minoics a l'aire lliure. Aquest tipus d'ofrena hauria tingut lloc, principalment, als santuaris del camp. Els fidels minoics adreçaven els seus precs de manera diferent a com es fa actualment: el pelegrí, a l'arribar al santuari de la divinitat, ni s'inclinava ni s'agenollava. Es quedava dret i es premia el puny contra el seu front, potser per protegir-se de l'enlluernament causat per l'aparició de la divinitat. Hi havia altres gestos d'adoració, com ara aixecar i estendre els braços o creuar-los sobre el pit, estesos o replegats. · 
La dansa va ser, segurament, una altra manifestació del culte. A Phaistos, en un fris dels temps protopalatins, es mostra una deessa sostenint unes flors sobre uns ballarins. Una escena similar ha aparegut a l'interior d'un bol, també a Phaistos. A Kamilari s'ha retrobat un grup de quatre personatges, fets d'argila, que dansen en cercle agafant-se per les espatlles. La presència de banyes indica el seu caràcter sagrat. Aquestes escenes de dansa també són visibles en anells, segells i empremtes de segells. A l'anell d'or d'Isopata, unes dones amb els pits nus, potser unes sacerdotesses, executen un pas de ball en honor de la divinitat que s'ha aparegut.

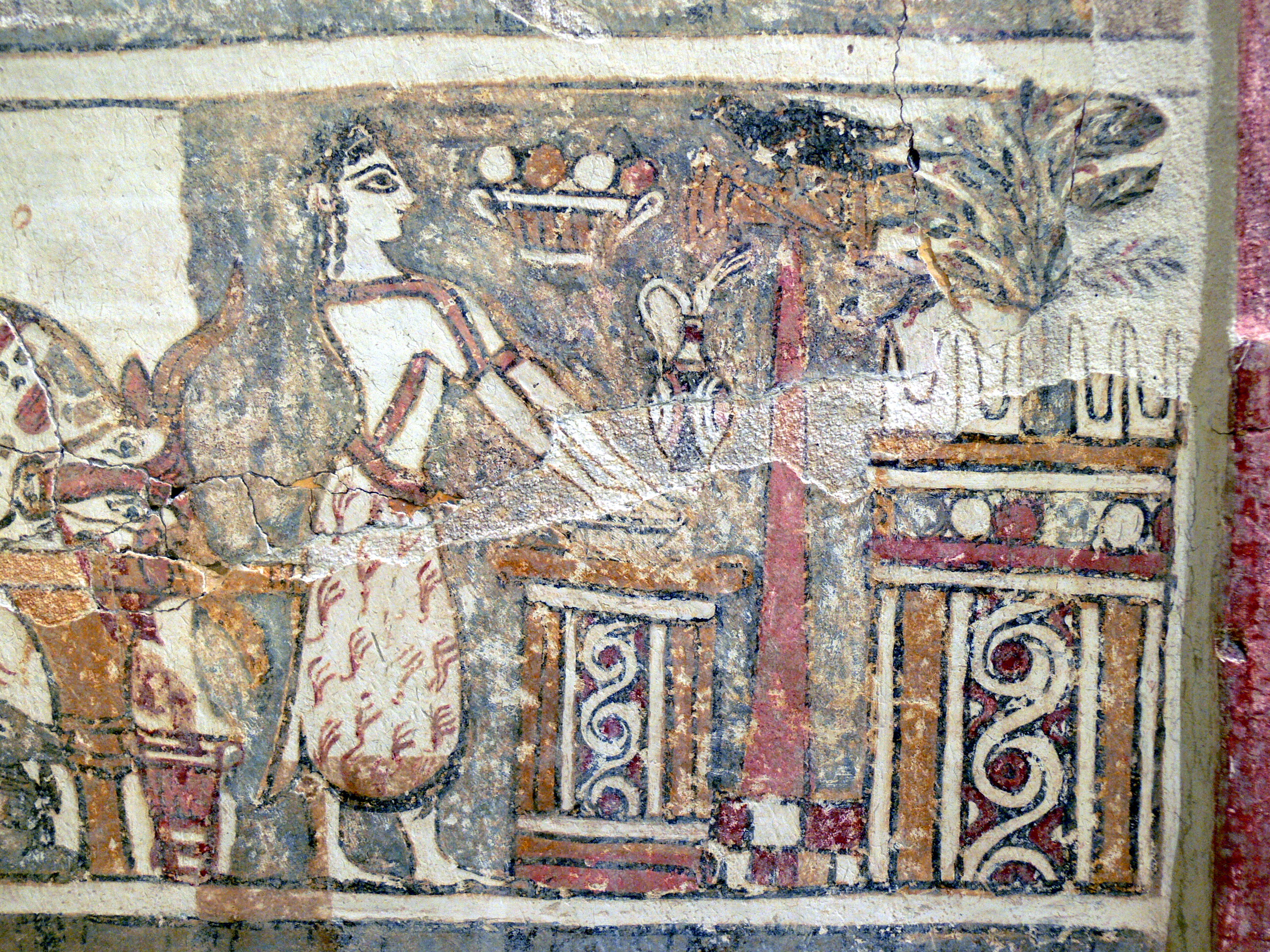
Sarcòfag d'Aghia Triada: Bou mort
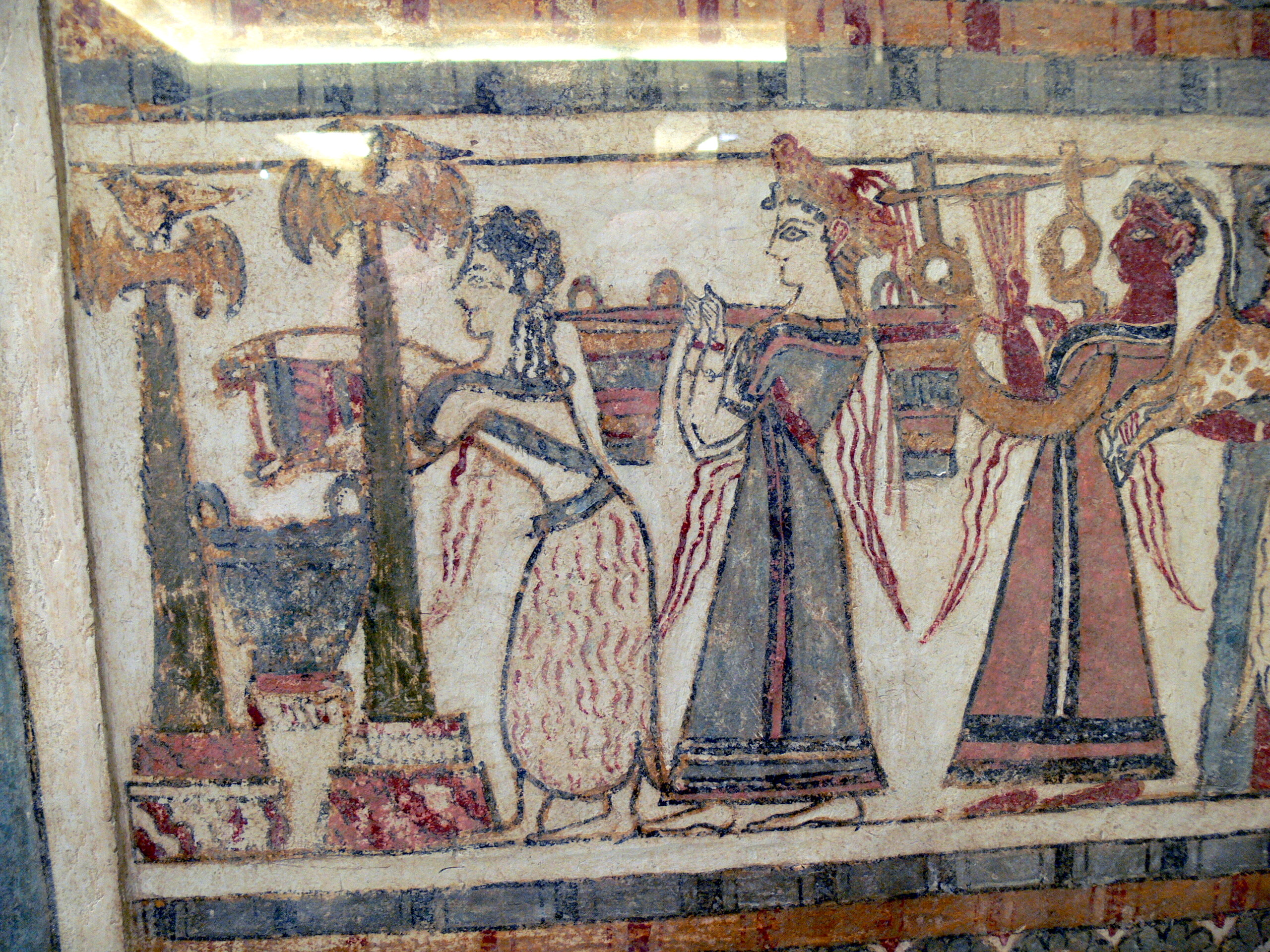
Sarcòfag d'Aghia Triada: Les sacerdotesses aboquen el contingut dels vasos de libació
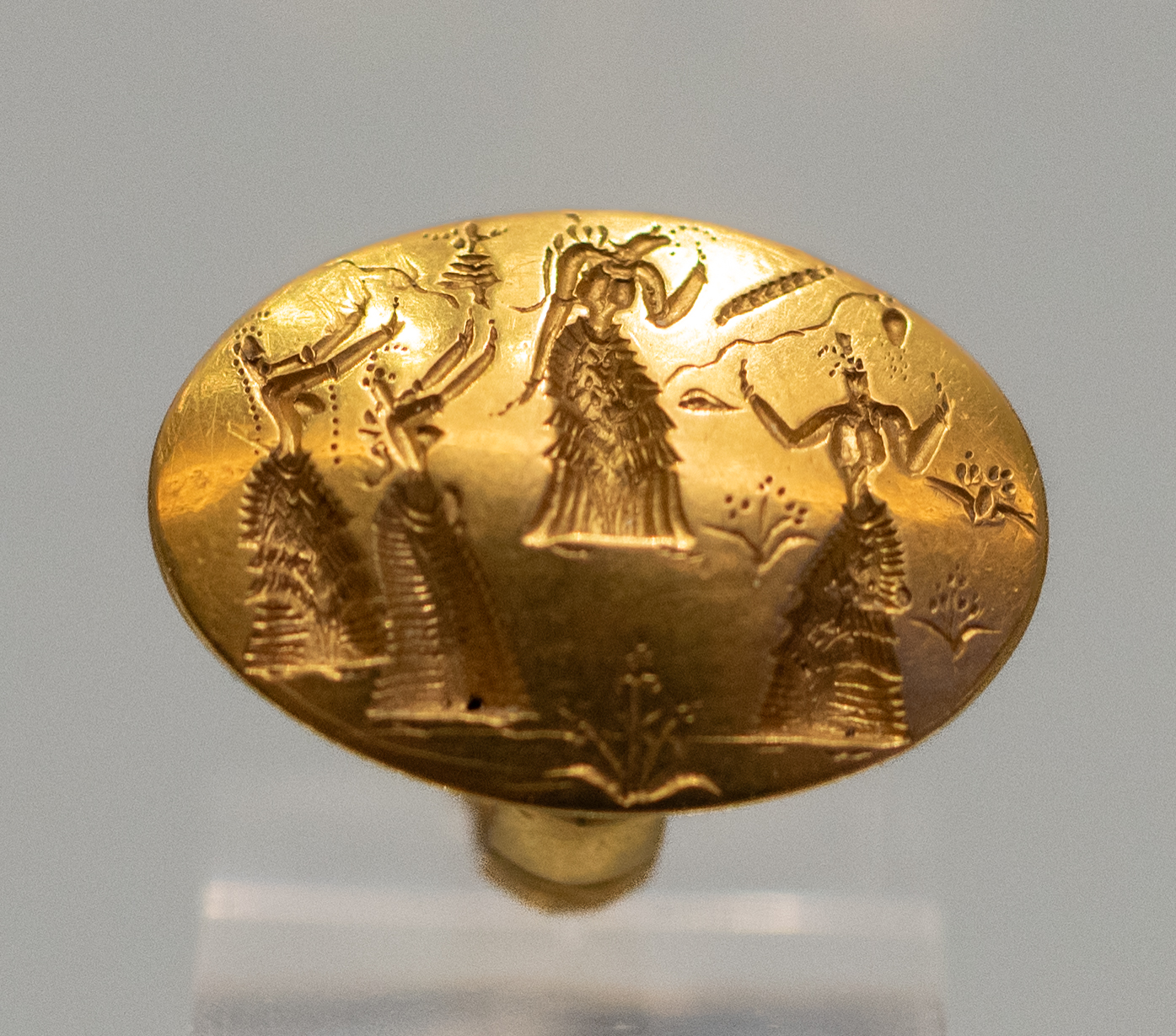
Anell d'Isopata. S. XV aC

### Sacerdots i sacerdotesses

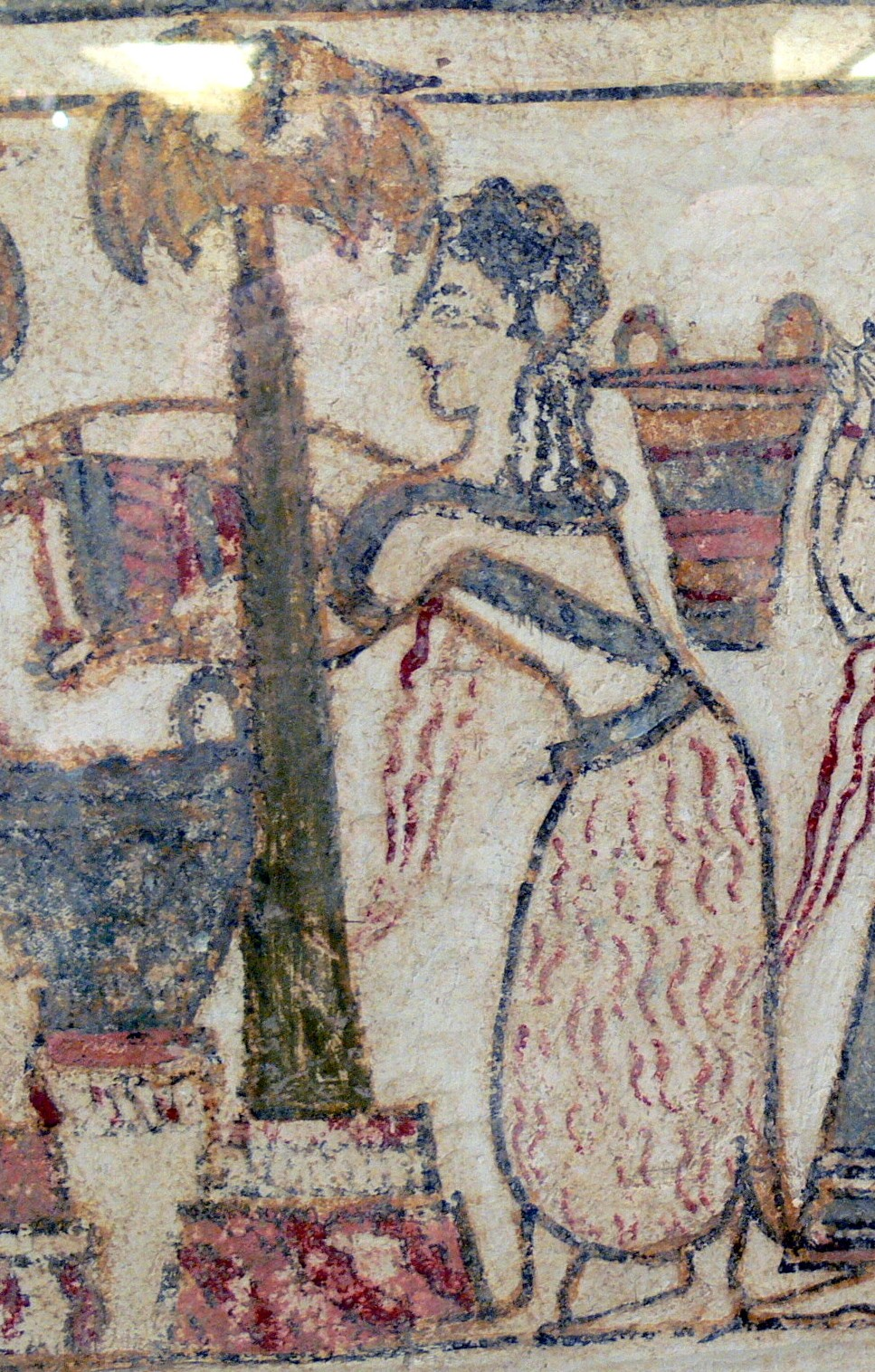
Sarcòfag d'Aghia Triada. Detall d'una sacerdotessa.

Els sacerdots i les sacerdotesses servien d'intermediaris entre els fidels i la divinitat. Els podem distingir per la seva roba. A les representacions d'escenes relacionades amb el culte, es pot veure les diferents tipologies de roba que poden ser considerats vestits de culte. Al sarcòfag d'Aghia Triada, els sacerdots i les sacerdotesses estaven fets de pells d'animal. El sacerdot oficia un sacrifici, mentre que la sacerdotessa es troba davant de l'altar, abocant les libacions dins d'un recipient. També hi ha tres homes, que porten ofrenes, vestits amb roba a partir de la cintura i lluint cinturons. També hi ha una figura amb roba, sense plecs, amb el baix del vestit arrodonit, gairebé semicircular, però que a la part inferior del vestit s'hi pot veure que surt una espècia d'apèndix, com si fos una cua. La superfície dels vestits està format per línies ondulades vermelles o negres. Els homes tenen la part superior del cos nua, mentre que les dones porten un ramell obert i decorat amb llargues bandes. El personatge situat a la dreta de l'escena, que és considerat com un déu o un heroi mort davant la seva tomva, porta el mateix estil de vestimenta, però lleugerament diferent. Aquesta figura es recobreix la part superior del cos i els braços, que no són visibles, així com una llarga banda brodada que decora la part davantera del vestit. Es considera que aquests vestits estan fets amb pells d'animal. La podria ser interpretava com el lligam entre l'animal i el sacerdot. L'ús de pells animals podria ser una reminiscència dels primers vestits de la societat cretenca, que hauria estat conservada en l'ambient sacerdotal a causa del seu conservadorisme religiós.
Aquest tipus de costum ha pogut ser reconegut per les escenes descobertes en diversos indrets. Tot i que existeixen diferències amb relació a l'estil, la forma arrodonida del final del vestit, la «cua» podria indicar que es tractaria de les mateixes costums

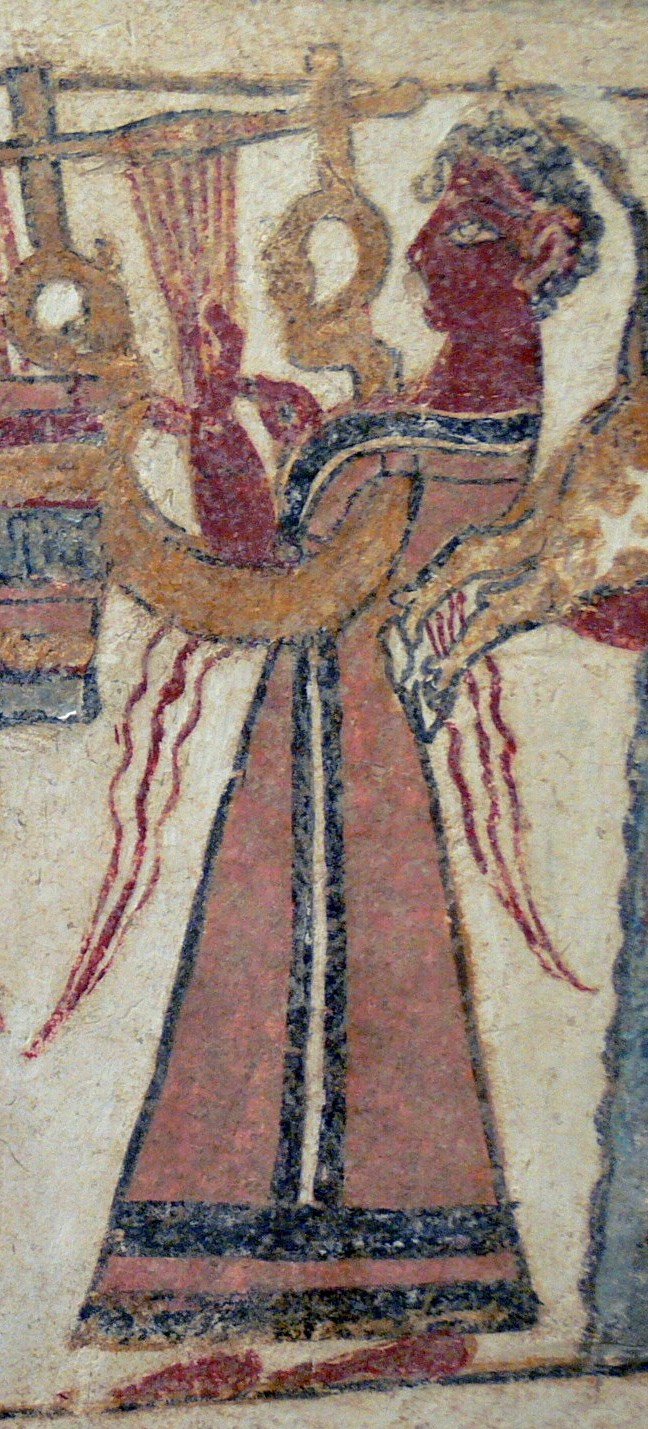
Sarcòfag d'Aghia Triada (detall).

Al sarcòfag d'Aghia Triada també s'hi pot observar un tipus de roba diferent. Es tracta de l'home que toca la lira, així com la dona que porta vasos amb ofrenes, mitjançant una perxa, sobre les seves espatlles. Aquesta roba recupera el cos sencer i cau recte, sense plecs. A més, sembla que la portaven tant homes com dones. Al vestit s'hi afegeix una banda llarga sobre les espatlles i per tot el cos, a partir dels braços. El color de les robes és variat. Els sacerdots i els músics que porten llargues robes femenines pertanyerien a una categoria a part. Aquesta p`ràctica ha suggerit la presència d'eunucs dins dels palaus cretencs. En una època més tardana, a l'Àsia menor es troba una classe semblant de sacerdots eunucs que servien a Cíbele i Atis.

Un fragment d'estuc de Knossos mostra la cara i el cos superiors de dos personatges, cada un d'ells embolicats en el que sembla una estola blanca i portant una banda ampla per les espatlles. S'han pogut veure escenes similars en segells, tot i que aquestes amb les bandes horitzontals o obliqües.
Sembla que no hi ha cap dubte de l'origen oriental d'aquests vestit. Arthur Evans considera que provenen de la regió sirioanatòlia, mentre que Pierre Demargne pensa que l'origen seria sirià.

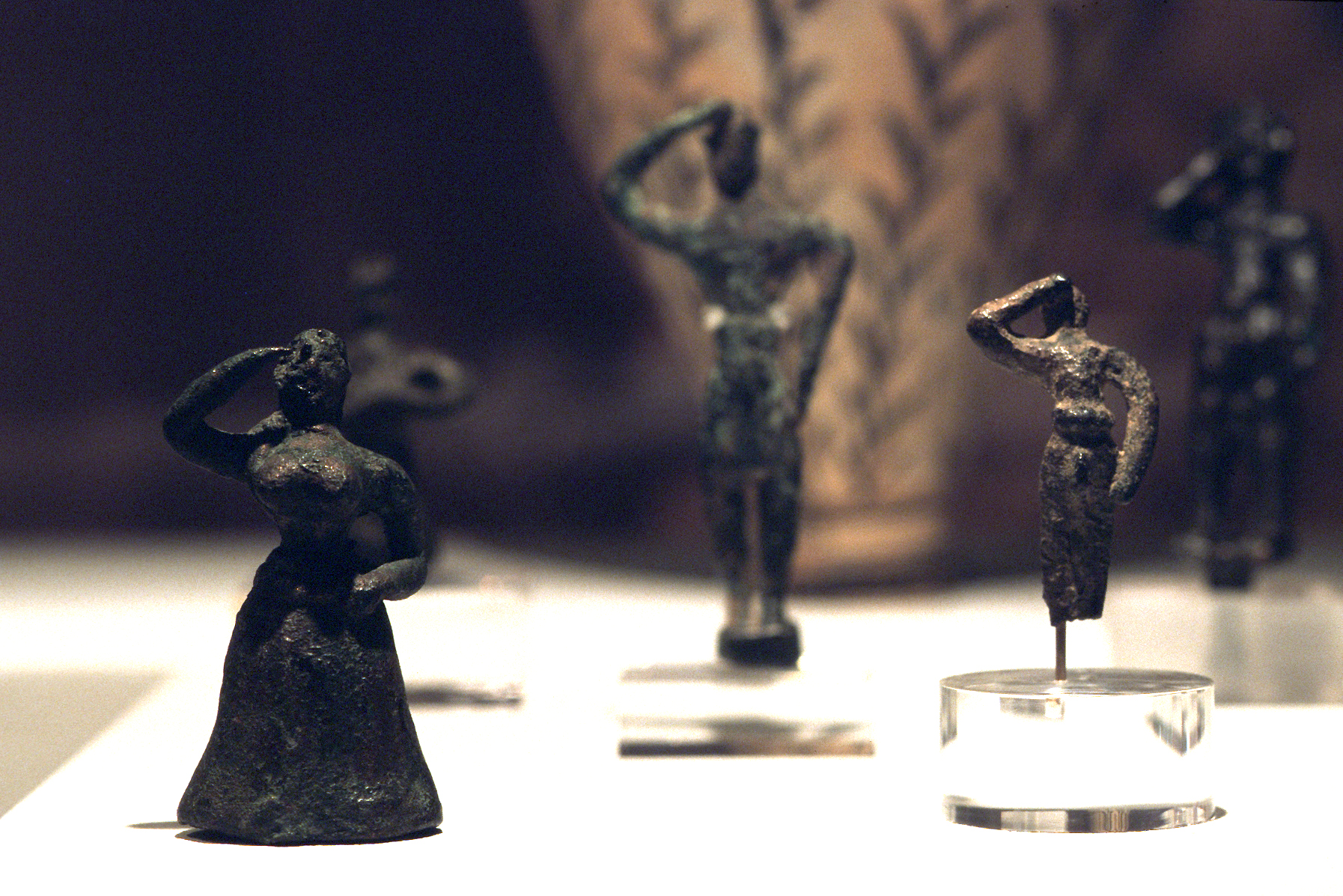
Davant, una sacerdotessa amb el puny al front. Període neopalatí (Aghia Triada).

Altres de les prerrogatives dels sacerdots eren el cant i l'oració. En el marc de les cerimònies a l'aire lliure, sembla que els sacerdots utilitzaven closques marines, de tritó, amb l'objectiu d'amplificar la seva veu. En una escena del món Dicté, es pot veure una sacerdotessa davant d'un altar, amb unes banyes a la part superior i decorant l'escena unes branques; aquesta dona també porta una closca de tritó a la boca.
La realització d'exorcismes també formava part de les funcions dels sacerdots. La reputació dels sacerdots cretencs per realitzar exorcismes contra malalties i altres mals va arribar fins a Egipte. En un papir egipci del segle xiv s'hi ha preservat un exorcisme terapèutic minoic.

## Enterraments i pràctiques mortuòries
Com és el cas en la major part de l'arqueologia de l'edat de bronze, els enterraments constitueixen la major part del material i d'evidència arqueològica d'aquest període. Cap a finals del període del Segon Palau, la pràctica funerària minoica estava dominada per dues modalitats d'enterrament: les 'Tombes circulars' o Tholoi, situades al sud de Creta; i les 'Cases tomba', localitzades al nord i a l'est de l'illa. Evidentment, hi havia moltes modes i patrons dins de les pràctiques mortuòries minoiques que no s'adeqüen a aquesta simple separació. En general, la inhumació era el mètode més popular d'enterrament, mentre que la cremació no sembla que gaudís de massa seguiment durant aquest període. Al llarg d'aquest període destaquen els enterraments individuals, amb algunes excepcions distingides. Entre aquestes darreres, destaca el complex de Chrysolakkos, situat a Mallia, que consisteix en un nombre important d'edificis que conformen un conjunt, i que ha estat molt discutit. Es troba al centre de l'àrea d'enterrament de Mallia, i podria haver estat el centre d'un espai per rituals d'enterrament, o bé una 'cripta' d'una família notable.
Aquestes tombes, sovint, mostren evidències d'enterraments grupals, indrets on s'hi diposita més d'un cos. Això pot representar les criptes funeràries de generacions d'un grup aristocràtic, o bé un emplaçament particular on els individus no estàn directament emparentats però comparteixen la construcció de la toma. La 'casa tomba' de Gournia és un exemple típic, on la construcció consisteix en una teulada de fang laminada, per sobre d'una base de pedra recoberta per tova. A Àgia Fotia hi ha unes cambres tallades a la roca que podria haver estat utilitzada només per l'enterrament d'infants, indicant patrons d'enterrament diferents entre les regions. Els elements mortuoris i els béns enterrats varien notablement, però podien incloure gerres, articles de bronze com eines o armes, així com béns de prestigi com arracades o collarets. Es desconeix en gran manera com eren els rituals mortuoris, o els passos pels quals havien de passar els morts abans de l'enterrament definitiu, però s'ha indicat que el 'ritual del brindis' podria haver-ne format part, ja que preval l'existència de recipients per beure en diverses tombes.
En els darrers períodes (EM III) destaca una moda pels enterraments singulars, normalment en Pithoi (grans recipients d'emmagatzematge), observats a tot Creta, i substituint la pràctica de construir timbes. A més, destaca la introducció dels enterraments Larnake o Larnax, on el cos és dipositat en un sarcòfag de fang o de fusta. Aquests taüts, sovint, eren decorats ricament amb motius i escenes similars a les observades als primers frescos i a la tradició pictòrica de les ceràmiques. Tot i així, les tombes tallades en roca i els Tholoi es mantenen presents fins i tot durant el període LM III, fins i tot a Phylaki.
La distribució dels emplaçaments d'enterrament varia en funció del temps i l'espai. Algunes demandes funcionals podrien haver influenciat en la decisió de situar en un indret els cementiris: les darreres tombes tallades en roca d'Armeni empren la geografia de l'àrea com a suport estructural, situant les cambres en sectors molt profunds a la roca. En general, els cementiris tendeixen a situar-se en espais propers als assentaments humans. El cementiri de Mochlos, per exemple, hauria donat servei als habitants de l'illa que vivien al sector sud. S'interpreta que el propi cementiri indica una jerarquia visible, potser indicant les diferències socials entre la població local; tombes més grans i monumentals per les elits, i tombes més petites, fins i tot alguns enterraments en Pithoi, per la major part de la població.
El geòleg alemany Hans Georg Wunderlich va defensar, fins i tot, que el Palau de Knossos mateix era un temple mortuori. Aquesta interpretació és àmpliament rebutjada pel principal corrent de pensament arqueològic.

## Jocs i festivitats

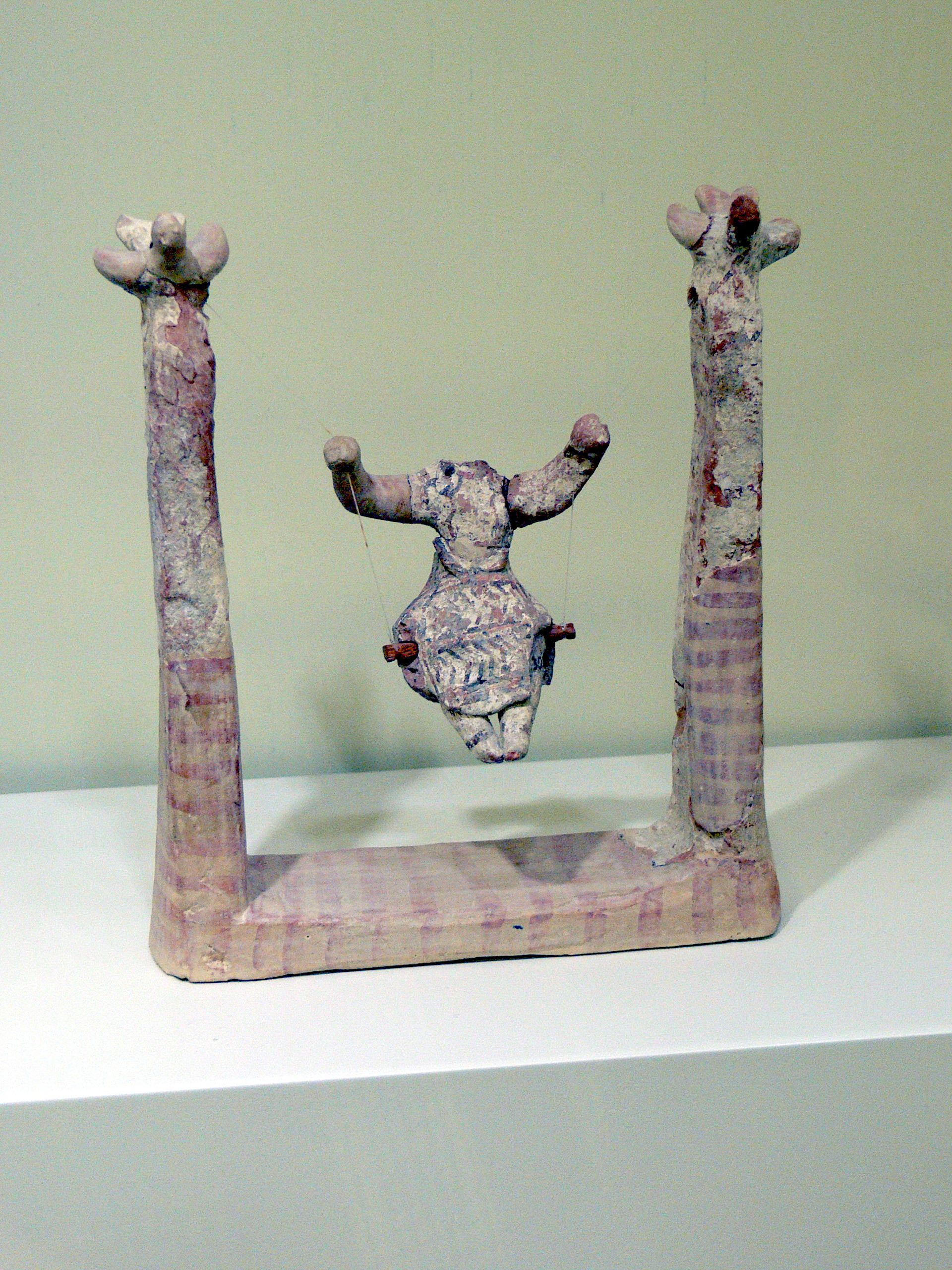
Dona asseguda en un gronxador. Període neopalatí. (Aghia Triada)

Un pràctica cultural era la de balancejar-se mitjançant un gronxador o unes simples cordes esteses entre dos arbres o dos pals. Es poden observar aquestes activitats en altres contexts religiosos: aquesta pràctica és observable entre els indis, així com en certes regions rurals de la Grècia moderna. Un model petit, fet d'argila, localitzat a Aghia Triada, mostra una dona balancejant-se en un gronxador, col·locat entre dos pilars fets d'ossos, en els quals hi ha dos coloms.
Actualment es desconeix amb exactitud a quina època de l'any se celebraven les festivitats minoiques. Si es comparen aquestes festes amb les que se celebraven a Ehipte i en altres indrets contemporanis, es pot suposar que els minoics debien celebrar el cap d'any i l'aniversari d'esdeveniments mitològics, com ara el naixement, la mort i la resurrecció de Déu.

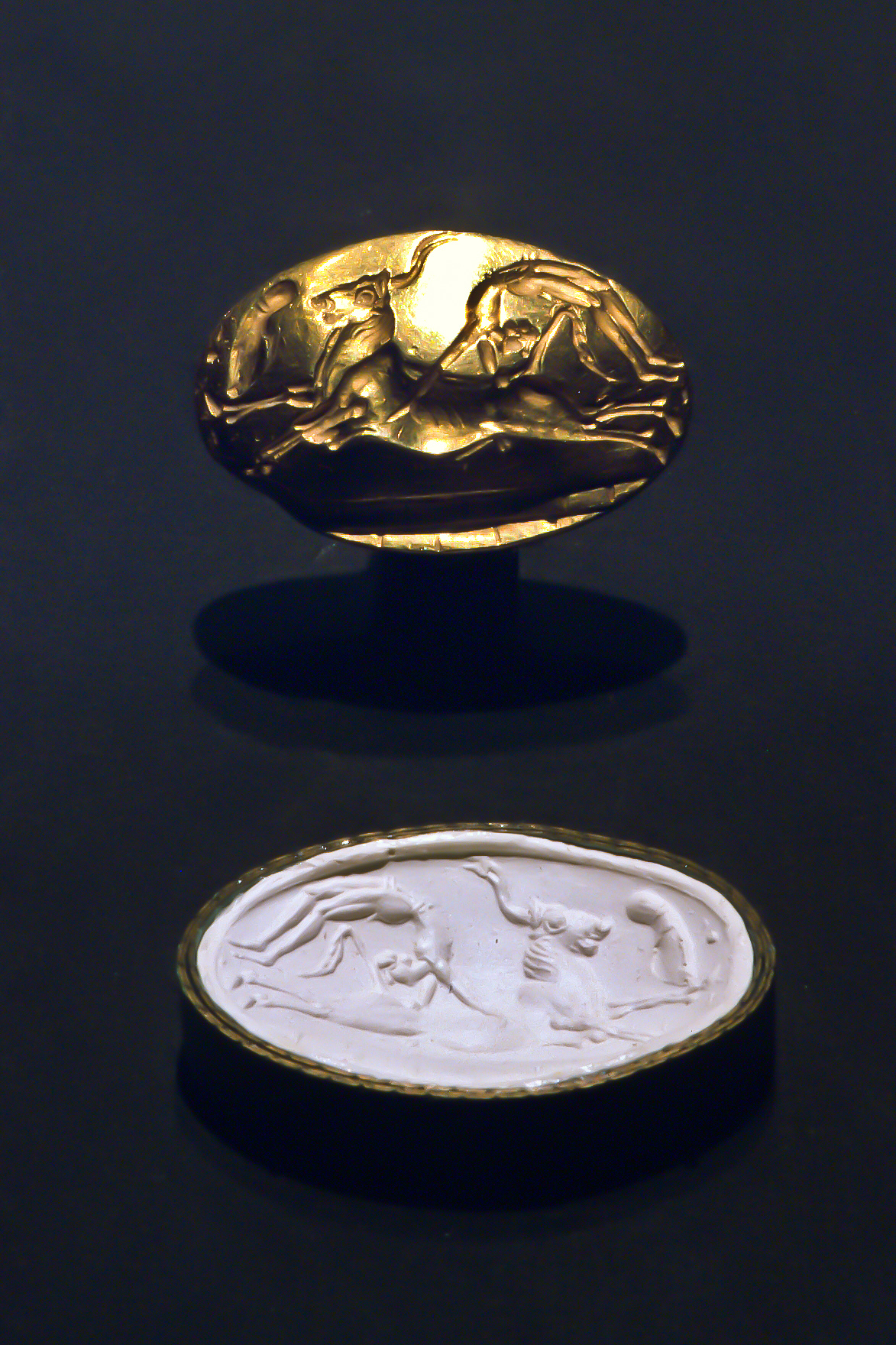
Escena minoica representant dos acròbates sobre d'un toro. Període neopalatí.

Els jocs del toro, o tauromàquia per assimilació amb la pràctica contemporània espanyola, tenien, sense cap dubte, un caràcter sagrat. Segons Persson, aquests jocs formaven part de les celebracions de primavera. Als jocs de toros minoics, el toro no era assassinat (tot i que és possible que després fos mort en una cerimònia religiosa posterior). Aquests jocs consistien en agafar l'animal per les banyes i realitzar una gran varietat de salts perillosos sobre el llom del toro. L'origen d'aquesta pràctica es remuntava als esforços per capturar aquesta espècie a les muntanyes de Creta. Tot i que les escenes en què es veuen minoics capturant toros salvatges mostren individus armats amb llances, les representacions del joc del toro mostren persones desarmades. s'han detectat jocs similars, tot i que posteriors, en indrets com Tessàlia, Esmirna, Sinope i Carie. Sembla que aquest joc va atreure participants provinents de la Grècia continental, fet que posria explicar el naixement de la llegenda de l'enviament de joves homes i dones provinents de l'Àtica per ser lliurats al minotaure.
Les festes constaven d'altres esdeveniments atlètics. Destaquen la presència de lluitadors representats en un fresc a Tílissos, tot i que no es pot apreciar si aquests combats tenien un significat religiós, o si no eren res més que una pràctica esportiva, similar a les competicions celebrades per commemorar la victòria d'Osiris sobre els seus adversaris que es poden trobar a Egipte.

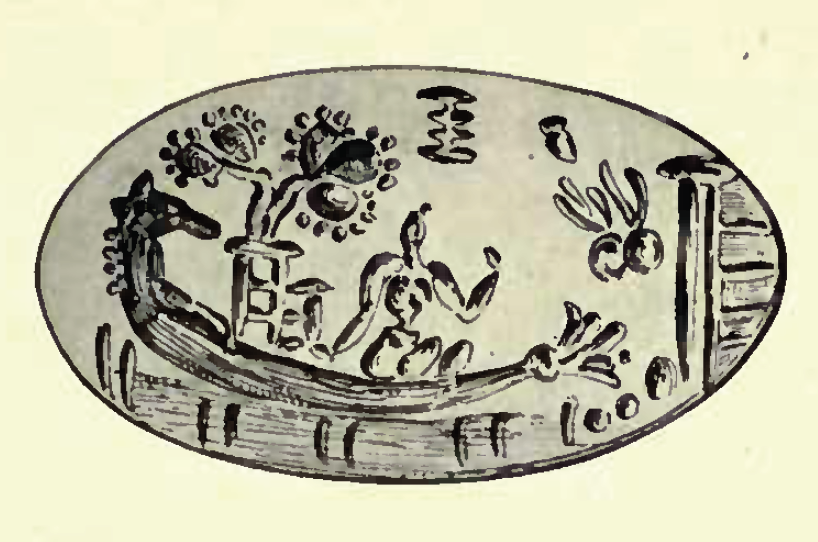
Anell de Mochlos.

Les processons eren un altre aspecte de les festes. En un gravat descobert a Aghia Triada es pot veure una processó lligada a un ritual agrícola, apreciant-se com els homes que el practiquen porten estris de tipus agrícola. El caràcter religiós es pot saber gràcies a la presència de cantants i d'un sacerdot que toca el Sistre. En altres processons, sacerdots, sacerdotesses i fidels caminen silenciosament portant vasos de libació.
Finalment, no és estrany que un poble marítim com el minoic realitzés rituals relacionats amb l'aigua. Les celebracions marines, probablement, es realitzaven en santuaris situats prop del mar. En un anell d'or trobat a Mochlos, s'hi representa una deessa viatjant en vaixell, a més d'un altar i un arbre. Aquest arbre pot ser interpretat com un arbre sagrat, o bé com una representació simbòlica de la deessa de la naturalesa.

## Comtinuitat de la religió minoica

### Supervivència del culte
És probable que la religió minoica sobrevisquíes a l'arribada dels aqueus i es fusionés amb la seva religió. Les empremtes del culte minoic que han arribat als nostres dies daten des del període minoic-micènic fins al període aqueu.
Aquesta continuïtat entre els dos cultes es pot apreciar mitjançant els nombrosos ídols recuperats, que conserven al llarg dels segles el seu aspecte minoic. A Gazi, prop d'Atenes, s'han trobat ídols de caràcter minoic. Probablement se situaven, d'empeus, sobre una taula en una petita habitació quadrada, on també hi ha una taula per les ofrenes i els vasos. El santuari de Karphi, encara més tardà, que podria ser de principis del període geomètric, mostra objectes de culte i ídols de caràcter minoic, tot i que els peus van ser modelats independentment. A Prinias també s'hi han trobat ídols, amb forma de campana, i que estan representats amb serps, tal com es trobaven els descoberts a Gournia. El 1906, uns arqueòlegs italians van estimar que els ídols de Prinias datacen del període arcaic, motiu pel qual van assumir que els treballs eren estrangers, ja que no coincidia amb el període minoic per la seva datació.
Hi ha un objecte del culte minoic que va perdurar a través dels segles següents: el cernos. El terme cernos, segons els autors grecs, fa referència a un conjunt de copes petites d'argila, unides per un recipient central, dins de les quals s'hi col·loquen diversos tipus de fruita. Aquest objecte era transportat de manera semblant al liknon, i els autors grecs ens informen que la persona encarregada del transportet ho era també de tastar els aliments. El cernos també va formar part del culte dels misteris, sense saber-se exactament el perquè, ·  tot i que sembla probable que tingués una funció als misteris d'Eleusis: a l'acròpoli d'Atenes, a la part occidental, es van descobrir uns kernoi dedicats a les deesses eulesianes, així com prop del Metròon.
La complexitat de la forma dels cernos permet fer pensar que hi havia una connexió real entre els exemples minoics i les còpies gregues. Els investigadors estan d'acord en expressar la dificultat que dues formes tant complexes apareguin en un mateix país de manera independent i sense cap connexió entre elles.
La planta dels santuaris domèstics minoics també va sobreviure durant tot el període arcaic. A Dreros, prop d'Olunt, hi ha un temple que reflecteix la fusió de les religions minoica i grega; es tracta d'una petita peça rectangular, 11 x 7,20 metres, en la qual s'entrava per la cara nord. Allí s'hi va trobar un pilar, de mig metre d'alçada, que és gairebé segur que suportava una taula d'ofrenes; a més, també s'hi van trobar ídols de tipologia minoica. La supervivència de les tradicions minoiques hi és evident, tot i que els déus representats són grecs, identificats com Apol·lo, Àrtemis i Leto.
En d'altres indrets de Grècia, els llocs de culte també fan pensar en el culte minoic. Així, al sud de Rodes, en un indret habitat durant el segle vi aC, uns arqueòlegs danesos van trobar el 1908 un santuari molt similar al santuari de les destrals dobles de Knossos.

### Continuïtat dels llocs de culte
La majoria de les coves, grutes i cavernes de Creta, al finalitzar el període minoic, no seran utilitzats per cap altre culte. Algunes grutes, com les de Kamares o de Maurospilion, al mont Ida, van ser abandonades en aquell moment. En canvi, d'altres, com ara la gruta de Zeus, també situada al mont Ida, comencen a ser freqüentades precisament llavors. La cova de Dicte, aquella on se suposa que va néixer el propi Zeus, és la més rica de totes les cavernes de Creta, i va ser utilitzada des del període d'apogeu de la civilització minoica fins al període geomètric;'; la d'Arkalokhori tampoc es va utilitzar després del període minoic.
Mentre que aquestes coves són exemples d'indrets de culte que foren abandonats després del període minoic, n'hi ha d'altres que demostren que aquest culte va perdurar. Per exemple, la gruta de Patsos, situada al vessant occidental del massís de l'Ida, es va descobrir ceràmica minoica, així com una inscripció esmentant Hermes Kranaios. La gruta d'Ilitia sembla que va continuar en ús fins després del període minoic; de fet, Homer l'esmenta a l'Odissea. És possible que el seu ús s'allargués fins al període romà, ja que s'han trobat el que semblen fragments de ceràmica romana juntament amb làmpades cristianes.

## Llegat
La religió minoica es va expandir a diverses illes del mar Egeu i a la Grècia continental, essent una de les influències de la religió grecollatina clàssica, tant per la pervivència de determinats ritus com per la transmissió a través de la mitologia micènica. La importància de les banyes com a atribut diví i de poder al mateix temps està present en altres cultures coetànies i posteriors a la minoica, sense que es pugui aclarir si és una importació minoica o aspectes d'un mateix culte sorgit a diversos pobles europeus.
En relació als atributs de la deessa mare, la majoria d'aquests van ser associats posteriorment a les deesses de la Grècia clàssica. Atena va heretar les serps i les qualitats marcials; Ilitia els naixements; Àrtemis les bèsties salvatges; Afrodita els coloms; i Demèter les roselles. També es pot apreciar els lleons al culte de Cíbele, a l'Àsia menor, i en general es pot afirmar que hi ha una gran semblança entre la deessa minoica i les puixants divinitats femenines asiàtiques. La Cíbele de Frígia, la mare d'Ida, la mare d'Atis o l'Àrtemis d'Efes són ben coneguts en època grega i romana, però hi ha cultes similars en temps molt anteriors. La Deessa Sol d'Arinna, una poderosa deessa guerrera, associada també als atributs del lleó, la pantera i el colom, era adorada durant el primer període hitita.
Els déus de l'Olimp (Zeus, Posidó, Apol·lo…) semblen estrangers al petit panteó minoic, dominat per les divinitats femenines. No obstant això, aquests déus indoeuropeus van assimilar elements de déus anteriors; a Creta, Zeus s'identificava amb el Jove Déu, on era conegut com a Kouros (noi) i Zeus Velchanos. Es creia que moria i ressuscitava tots els anys. Els altres ifents divins que van sobreviure, provinents de la religió prehel·lènica, van ser Linos, Plutos o Erictoni i Dionís. A les tauletes escrites en lineal B descobertes a Knossos i Pilos, el panteó d'època clàssica apareix en un estat força avançat. Els noms d'Hera, Atena, Zeus i Posidó ja hi figuren. L'explicació es troba en el fet que els aqueus ja practicaven una religió politeista, nascuda de la fusió entre els seus propis déus i els provinents de les religions prehel·lèniques. Segons Diodor de Sicília, Creta va exportar els seus déus a totes les parts del món. · 
La presència de cernos a diversos cultes mediterranis neix igualment de la religió minoica. Les coves sagrades van mantenir-se durant el període micènic i grec clàssic com a indret de veneració, com per exemple la Cova de Dicte, llar del mateix Zeus.

### Zeus

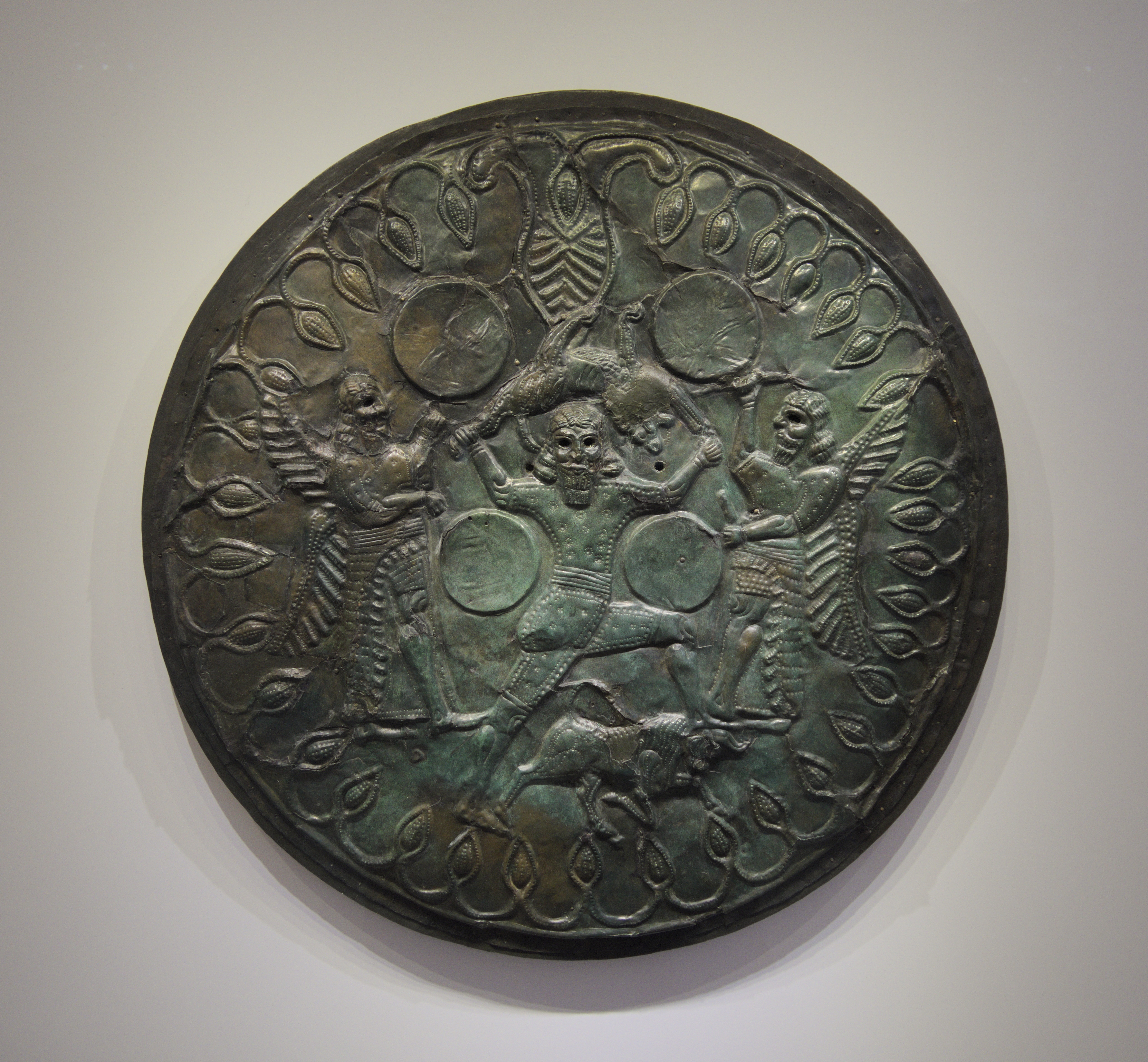
Escut de bronze de l'època geomètrica. Zeus (al centre), envoltat de curets tocant el tambor.

Hesíode explica el naixement de Zeus a la seva Teogonia. Allí explica com Rea, per salvar als seus fills, és conduïda a Lyttos (Creta), on dona llum a Zeus i l'entrega a Gea, que es troba en una gruta. Totes les històries relacionades amb la presència a Creta de Zeus durant la seva infància són reveladores de les creences i pràctiques molt antigues que establien que els minoics haurien estat lligats a un culte a un Déu viril molt més vell que el Zeus grec. L'exploració de la gruta de Diktè, per part de Hogarth, a finals del segle xix, va demostrar que les tradicions en relació al naixement de Zeus podrien lligar-se a aquell indret. Les troballes realitzades a la part superior de la gruta, obstruïda per unes roques, va revelar un altar de sacrificis i nombroses destrals de doble tall, la presència dels quals sembla relacionada directament amb el mateix déu.

### Britomartis
El culte a Britomartis és d'origen minoic. El seu nom vol dir, literalment, "dolça verge" en minoic. El culte va persistir molt després de la desaparició de la civilització minoica en diverses ciutats de Creta, com a Dreros, on es va fer cèlebre sota el nom Britomarpis, que probablement és la variant cretenca del seu nom. A més, en el marc mitològic grec, aquest personatge estava associat a Minos, de qui hauria escapat, refusant casar-se amb ell i refugiant-se dins d'una caverna a l'illa d'Egina, on es va fer famosa sota el nom d'Àrtemis al temple d'Afea.

### Diktynna
Diktynna és, segurament, un altre dels possibles descendents de la Gran deessa minoica. Diktynna, com Àrtemis, era una deessa dels camps, les muntanyes i la caça. El seu culte no estava limitat només a Creta, essent important en indrets com Atenes o Esparta, tot i que en èpoques molt posteriors a la civilització minoica. A més, s'han descobert dues monedes cretenques de l'època de Trajà on apareix representada, asseguda en una roca entre dos curets que aguanten un Zeus infant. El seu culte fou rellevant especialment al Dictinèon, entre Cidònia i Falasarna, on s'hi va edificar un temple, els ingressos del qual es van utilitzar durant l'època romana per finançar les obres públiques de tota l'illa de Creta.

### Dèmeter
Segons Homer, Demèter va arribar a Grècia provinent de Creta. Es creu que Dèmeter va ser posseïda per Iasió en un camp conreat. Aquesta unió serviria com enllaç amb el cicle de la vegetació, tant present dins de la religió minoica. Els atributs de Dèmeter, la serp, els animals, els arbres i les roselles podrien ser considerats com una prova de l'origen minoic de la deessa. A més, el nom de la deessa apareix, en la seva forma original, en un anell del segle iii. Aquest anell es refereix a la deessa com a Mare. A Knossos, entre els segles I i III, Persèfone és coneguda com la Verge. La presència d'aquesta terminologia no és diferent a la que s'utilitzava anteriorment per referir-se a la Gran Deessa minoica. Diodor de Sicília va escriure que els misteris d'Eleusis eren originaris de Creta, i que aquests eren ensenyats públicament a Knossos, on encara aleshores eren ensenyats en secret. Segons explica Diodor, els déus cretencs es poden veure a la resta del món, agafant com a exemple Dèmeter: el seu culte va passar de Creta a l'Àtica, abans d'assentar-se a Sicília i a Egipte. · 

### Ariadna
Ariadna està, lògicament, lligada a Creta, mitjançant el mite de Teseu i el Minotaure. Tot i així, Nilsson observa que cap altre heroïna ha mort de tantes maneres diferents com Ariadna, fet que podria explicar-se amb l'existència d'un culte a la mort d'Ariadna. En aquest sentit, l'estudi de les festivitats d'Ariadna de Naxos, mostra que el ritu s'assembla molt al culte de la vegetació, molt comú a les religions orientals, però gairebé absent a la religió de la Grècia clàssica. No obstant, a les religions orientals és un Déu el protagonista, mentre que a Naxos és una deessa. La seva mort se celebrava anualment, ja que moria cada anu. Aquesta pràctica no és grega, ni coincideix completament amb les religions orientals, motiu pel qual pot ser considerada com una tradició heretada directament de la cultura minoica.

### Ilitia
Ilitia era la deessa del part o dels naixements. Homer, a l'Odissea, explica com va ajudar a Leto a donar a llum a Apol·lo, a l'illa de Delos. També hi esmenta la cova d'Ilitia, a Amnissos, que podria significar que la deessa deriva d'una divinitat i d'un culte minoic més antic. Aquesta cova va servir al culte des del Neolític fins a l'època romana. El culte d'aquesta deessa es va estendre molt per Grècia, i encara més a Creta. El seu nom, que no és indoeuropeu, podria provenir directament de l'antiga llengua minoica.